# 野田の醤油醸造
野田の醤油醸造（のだのしょうゆじょうぞう）は、千葉県北西部の野田市における醤油醸造の歴史を扱う。

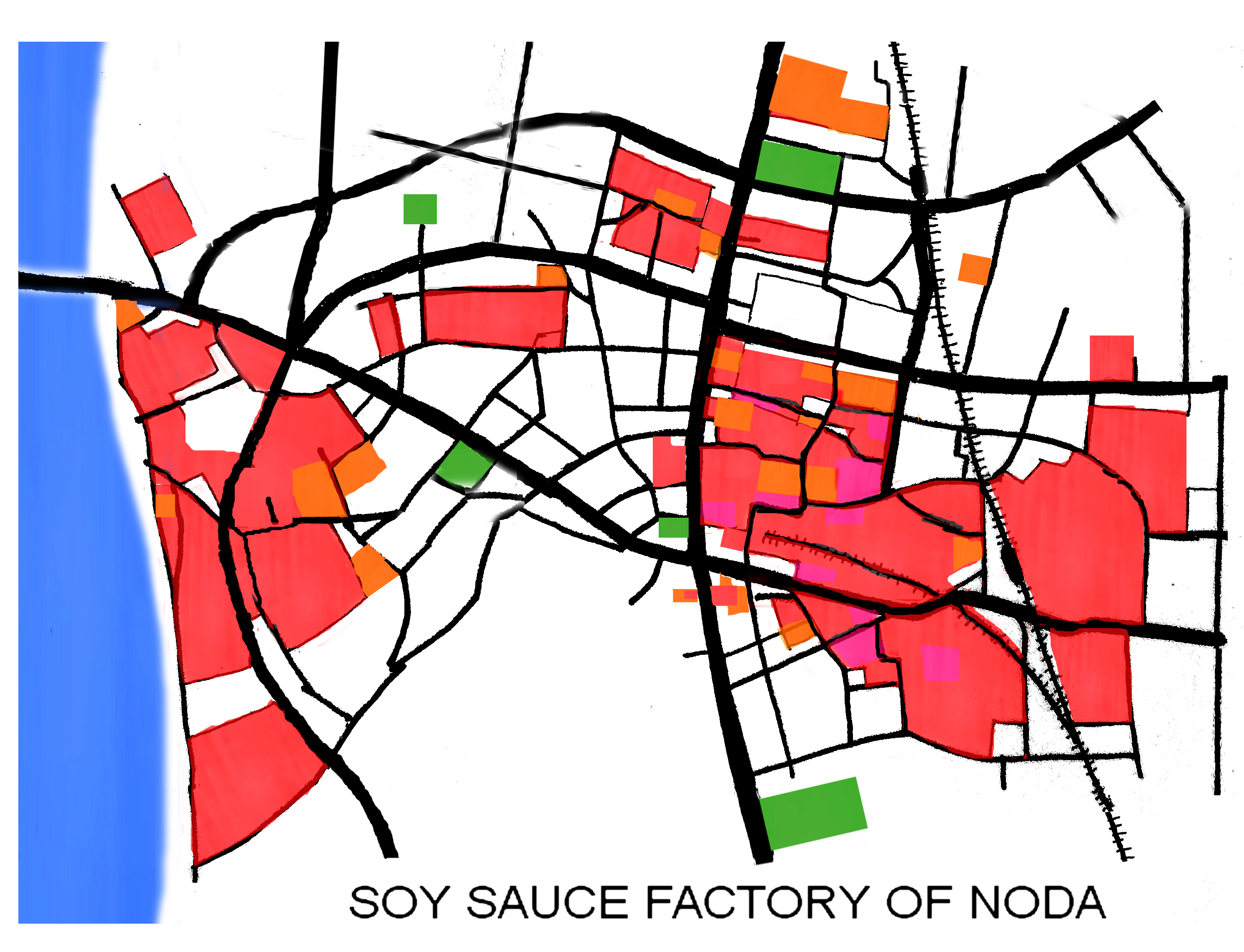
野田町域の大半を醤油工場が占める。周辺に醤油工場が位置する。

## 概要
永禄年間に飯田市郎兵衛が甲斐武田氏に溜醤油（たまりじょうゆ）を納め、「川中島御用溜醤油」と称したのが最古とされる。1661年（寛文元年）に上花輪村名主であった髙梨兵左衛門が醤油醸造を開始し、翌年(1662年) に茂木佐平治が味噌製造を開始した（茂木はその後1764年に醤油製造も手がける）。
1704年に甲田三郎兵衛が醤油醸造を始め、1775年（安永4年）には、杉崎市郎兵衛、大塚弥五衛、竹本五郎兵衛、甲田治郎兵衛らが醤油醸造を始める。
1781年に高梨兵左衛門、櫛形屋茂木七左衛門、柏屋茂木七郎右衛門、亀屋飯田市郎兵衛、杉崎市郎兵衛、竹本五郎兵衛、大塚弥五兵衛の7家が後の野田醤油の基礎になる「野田醤油仲間」を結成した。 
1788年（天明8年）に堀切紋次郎が醤油醸造を始めた。その後、江戸の人口の増加と利根川水運の発達と共に野田の醤油醸造は拡大する。1800年代中頃には、髙梨兵左衛門家と茂木佐平治家の醤油が「幕府御用醬油」の指定を受ける。
1822年（文政5年）に河野権兵衛が醤油醸造を始める。
1830年（天保元年）にキノエネの山下平兵衛が醤油醸造を始めた。
1887年（明治20年）に「野田醤油醸造組合」が結成された。1917年（大正6年）には茂木一族と髙梨一族の8家合同による「野田醤油株式会社」が設立され、これが後にキッコーマン株式会社となった。『亀甲萬（キッコーマン）』は茂木佐平治家が使っていたものである。
このときに野田の醤油醸造業者のほとんどが合流しているが、キノエネ醤油のみ合同に参加せず、現在まで独立した事業者として存続している。

## 御用蔵醤油
亀甲萬御用蔵醤油は1939年（昭和14年）より、宮内庁へ納めつづけられている御用達品である。
御用蔵では、国産の丸大豆と小麦だけをつかって、木桶で1年間じっくりと熟成させた天然醸造の醤油が造り続けられている。手作りに近い少量生産のこの醤油は、「御用蔵醤油」という名前で一部が限定で販売されてきた、いわば醤油の大吟醸ともいえるもの。「キッコーマン特選丸大豆しょうゆ」の原点ともいえる醤油である。

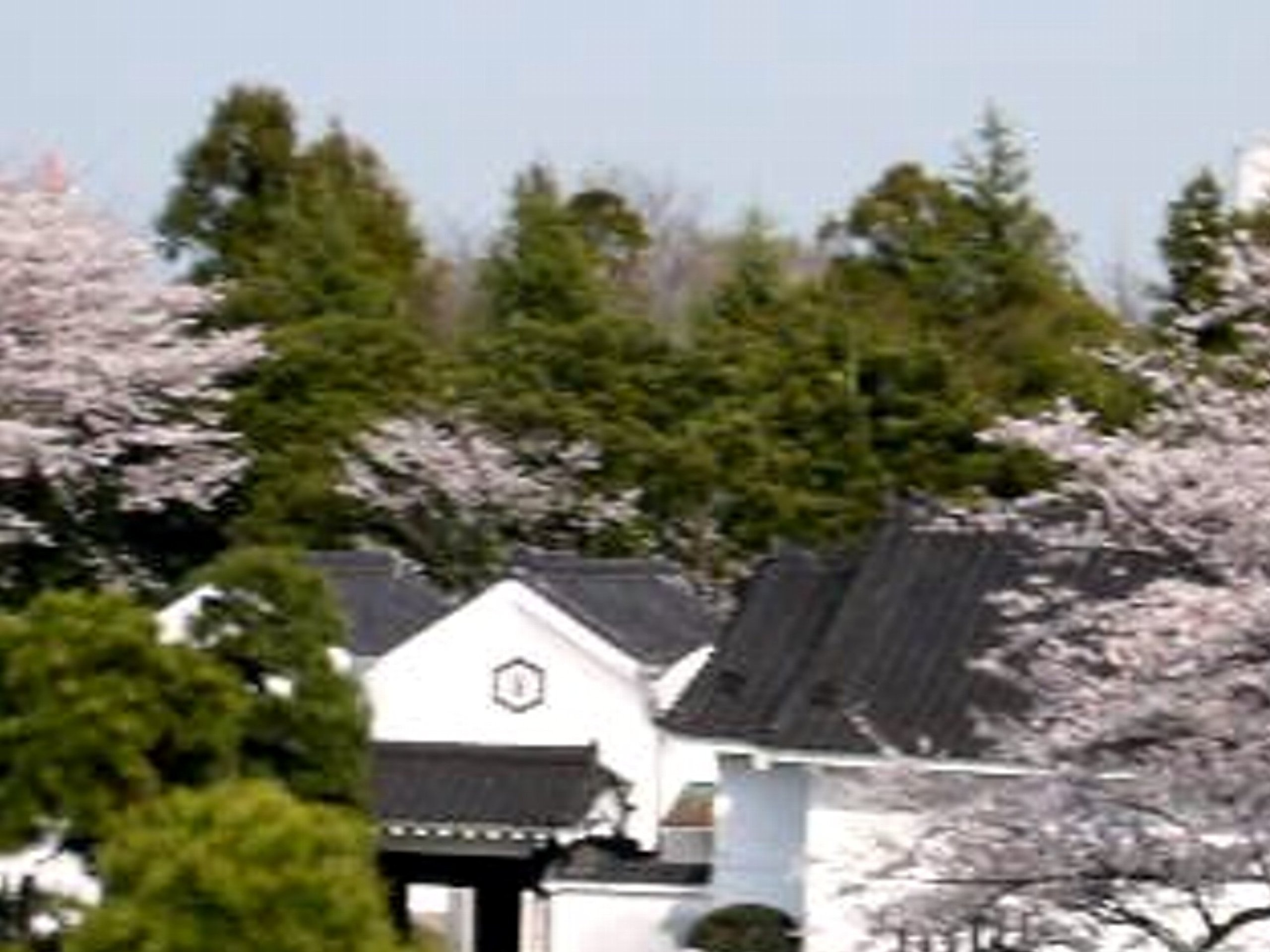
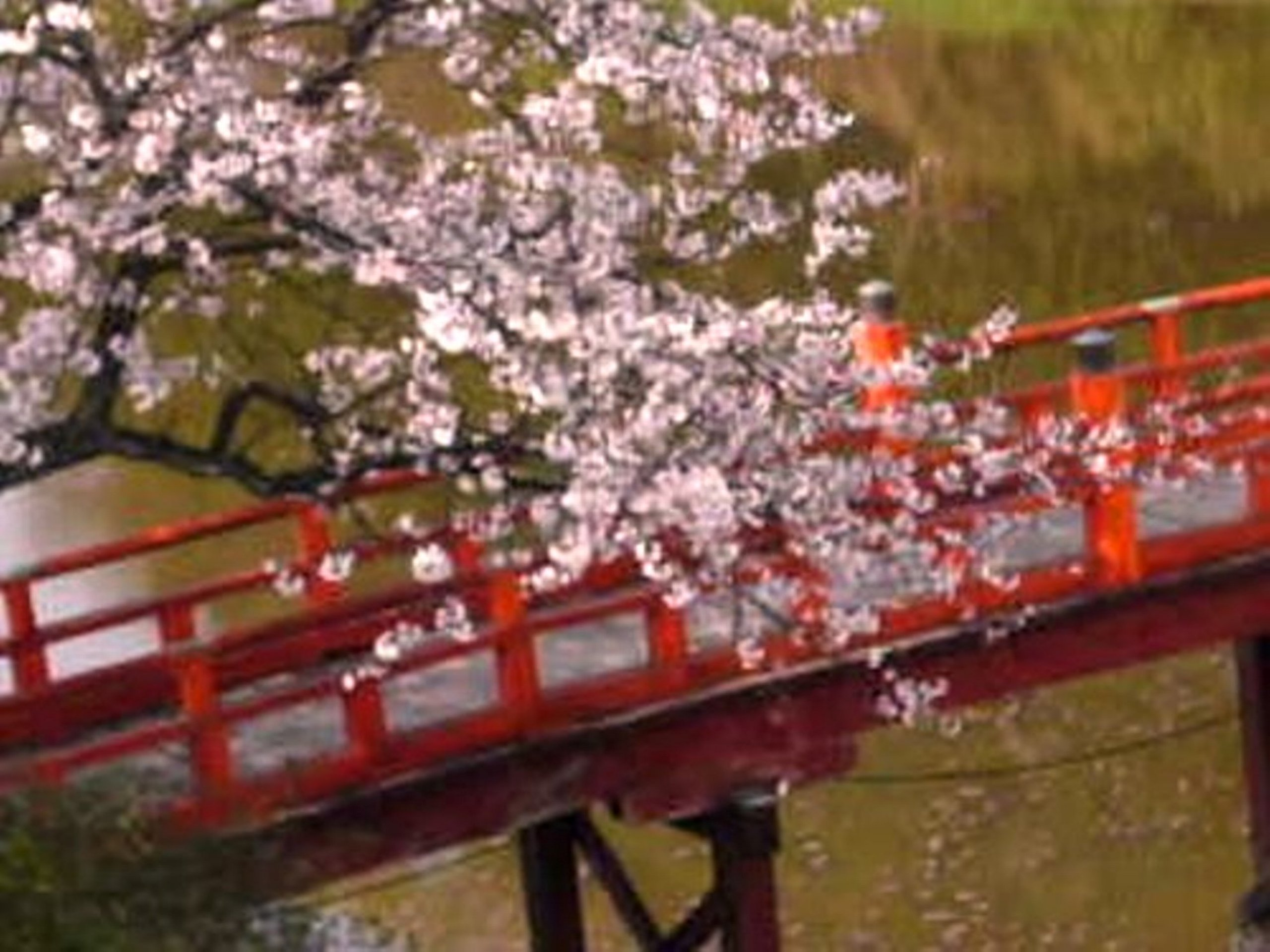
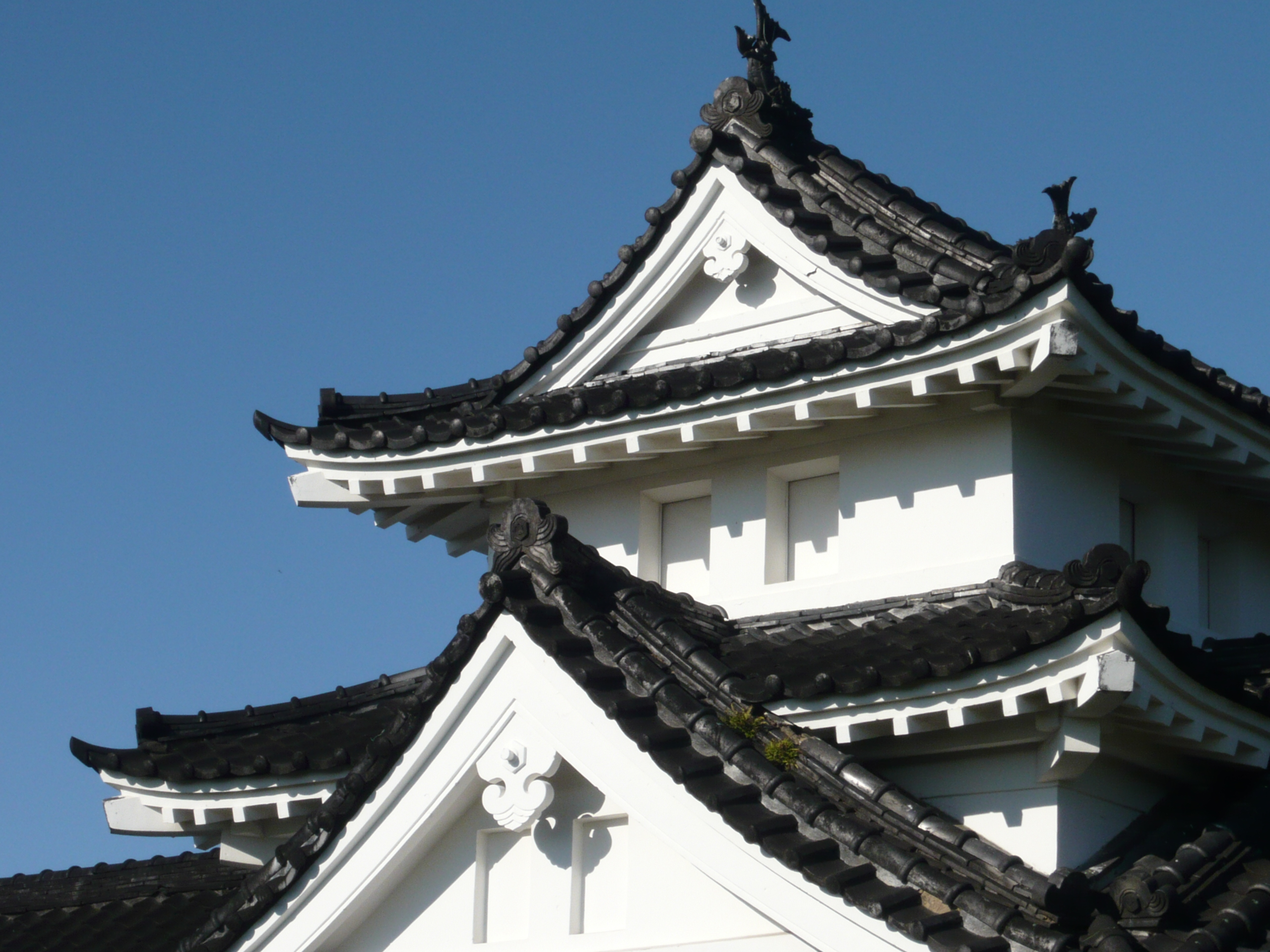

## 醤油藩の城下町
大宅壮一は野田のことを「醤油藩の城下町」と呼んだ。
戦災を無傷で免れた野田の町には、廻船問屋の上河岸戸邉五右衞門邸、下河岸桝田仁左衛門邸や、醤油で財をなした豪商たちの、江戸大名屋敷を彷彿とさせるお屋敷、国指定名勝の髙梨兵左衛門邸や、登録有形文化財の茂木七左衛門邸、茂木佐平治邸、茂木七郎右衛門邸、茂木七郎治邸、茂木房五郎邸、山下平兵衛邸等の超巨大邸宅が、近代化産業遺産として数多く現存し、建ち並んでいる。

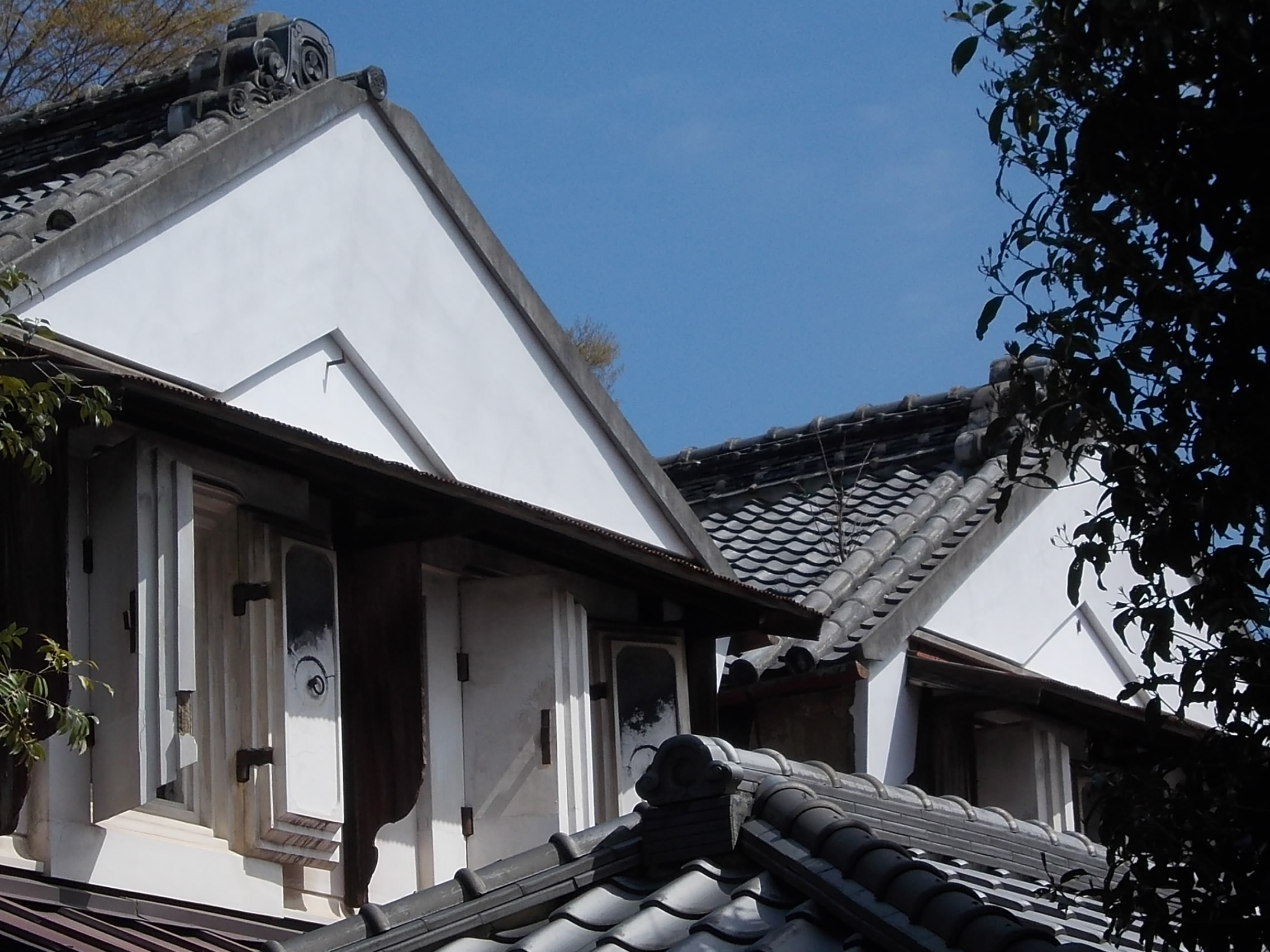
茂木七郎治邸
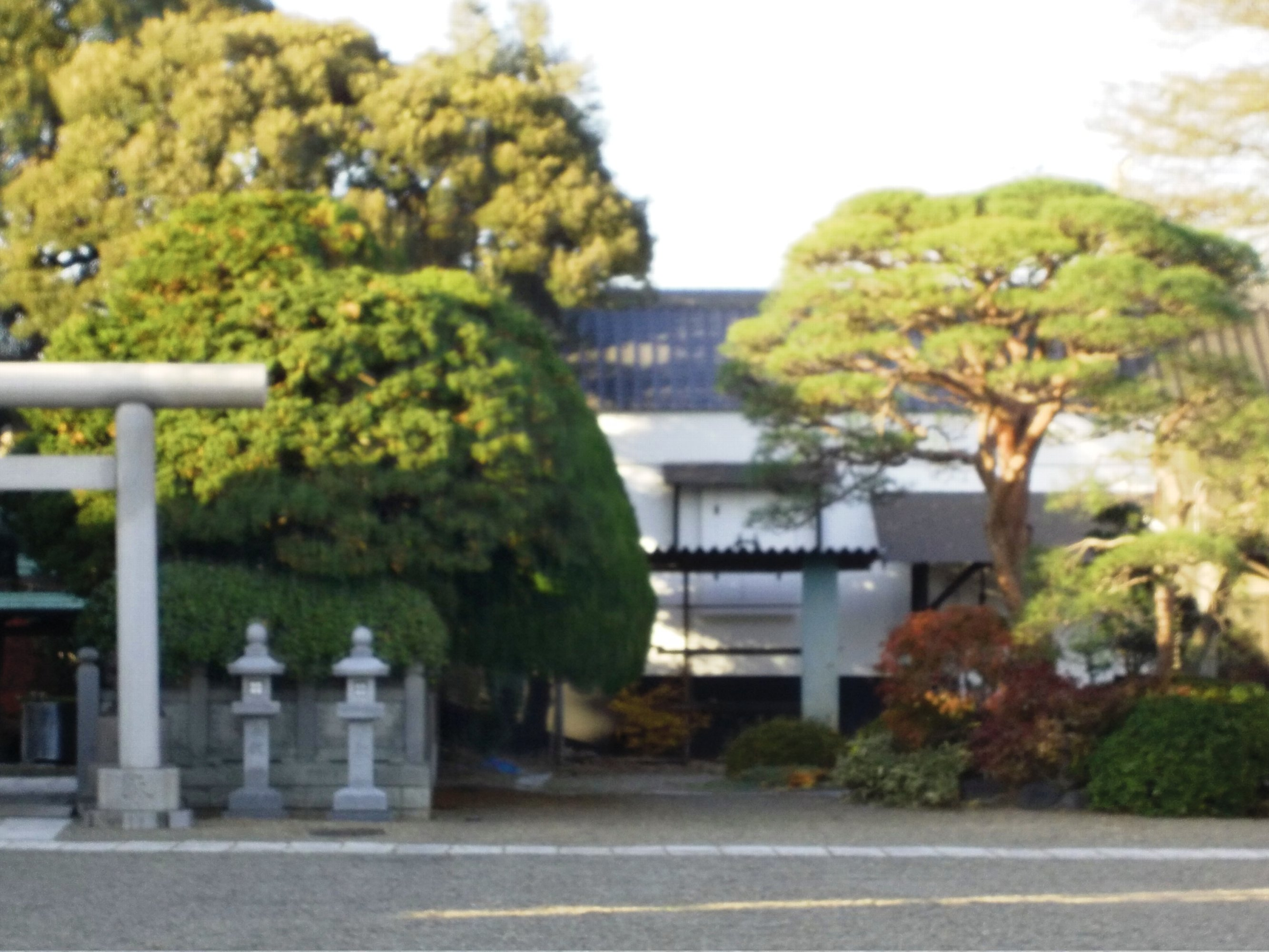
茂木七郎右衛門邸
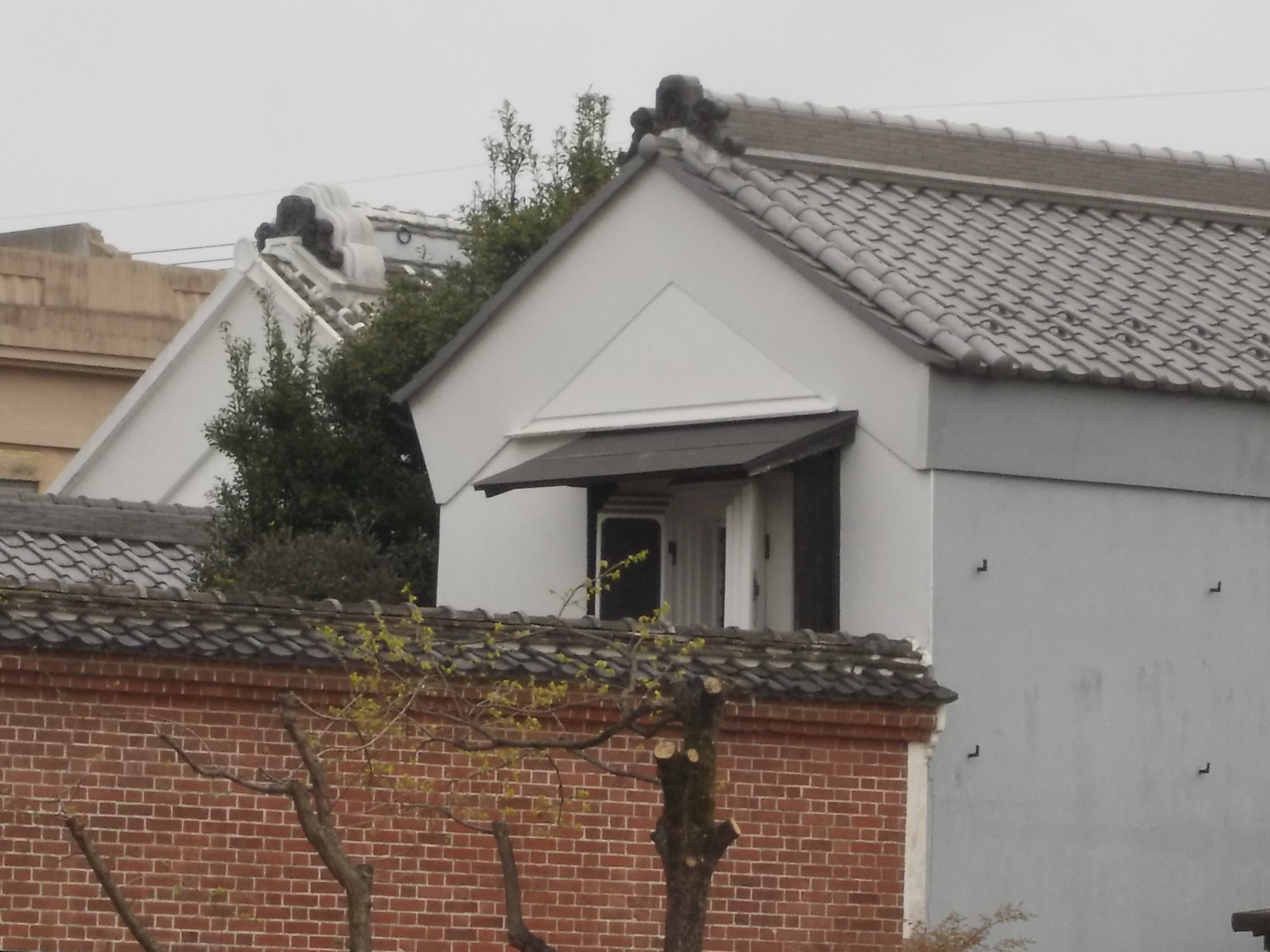
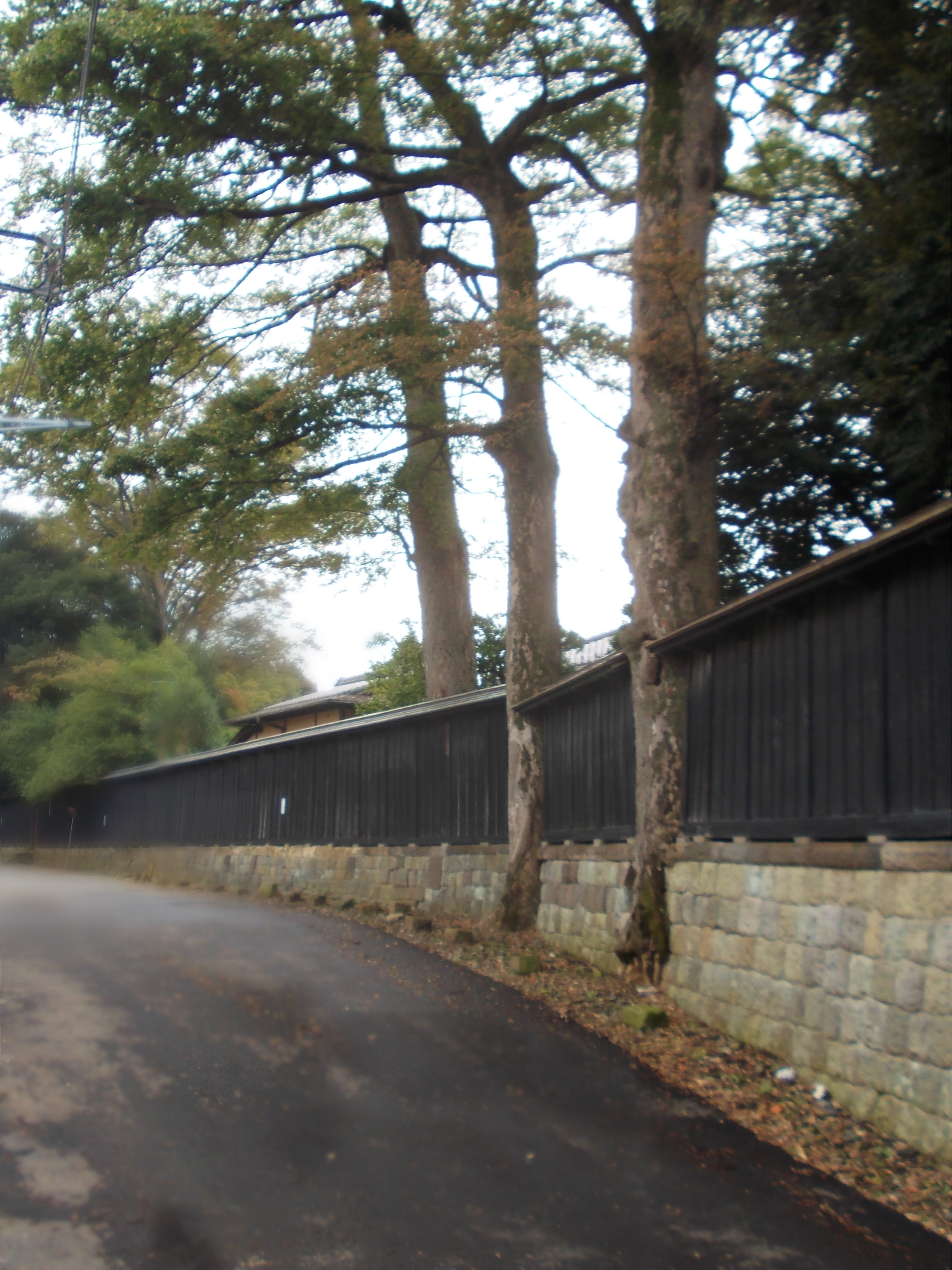
髙梨兵左衛門邸
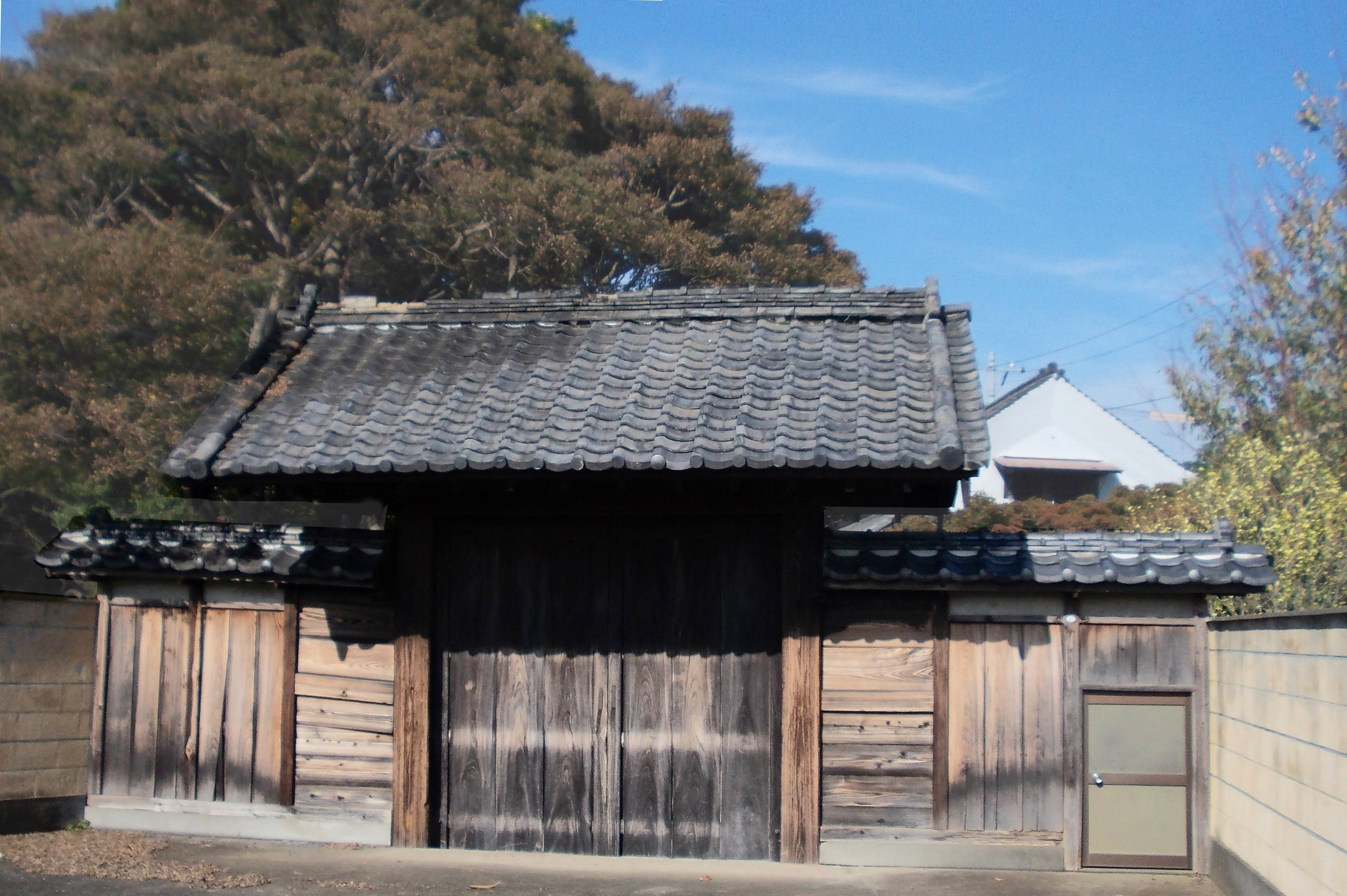
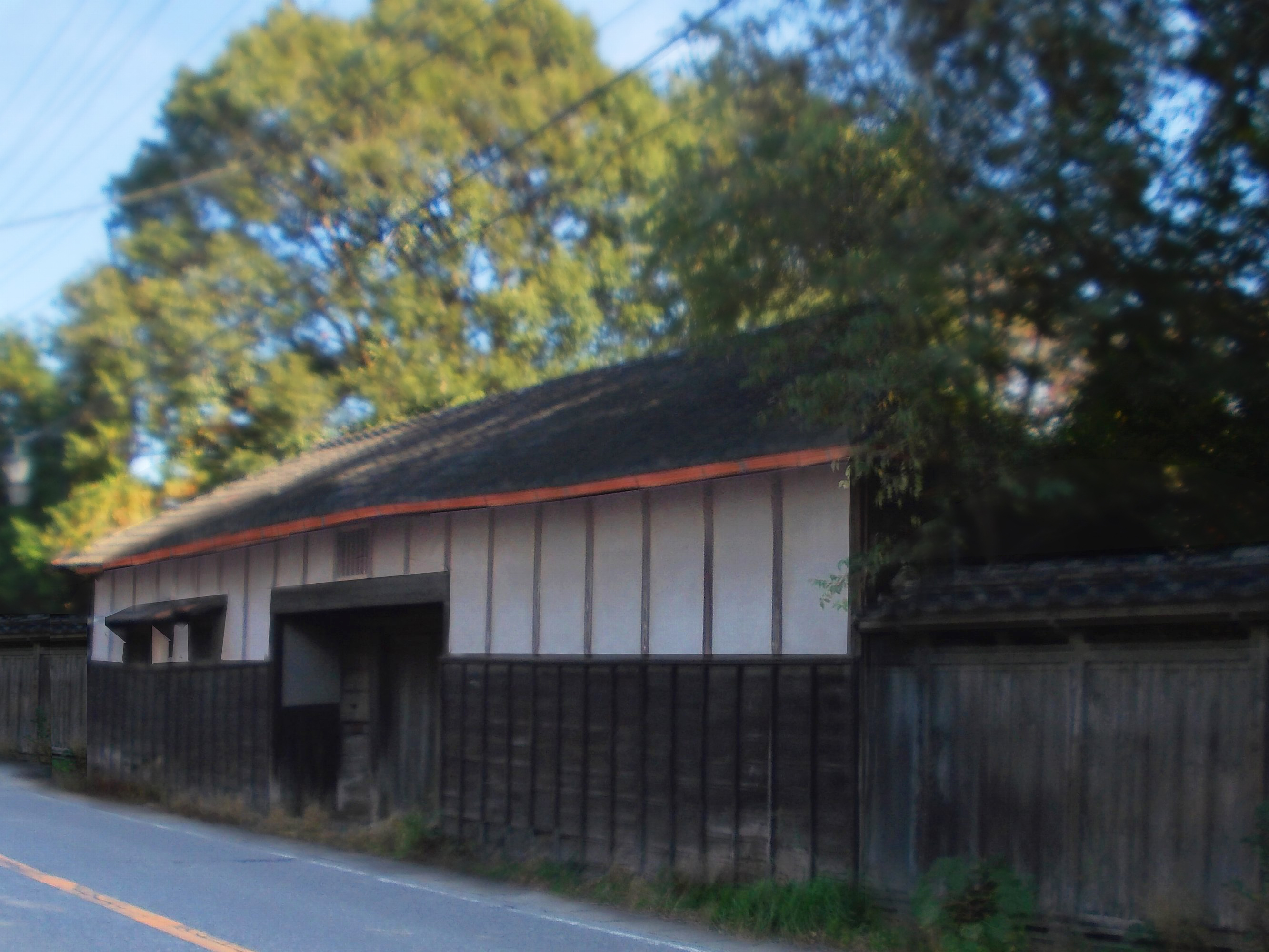
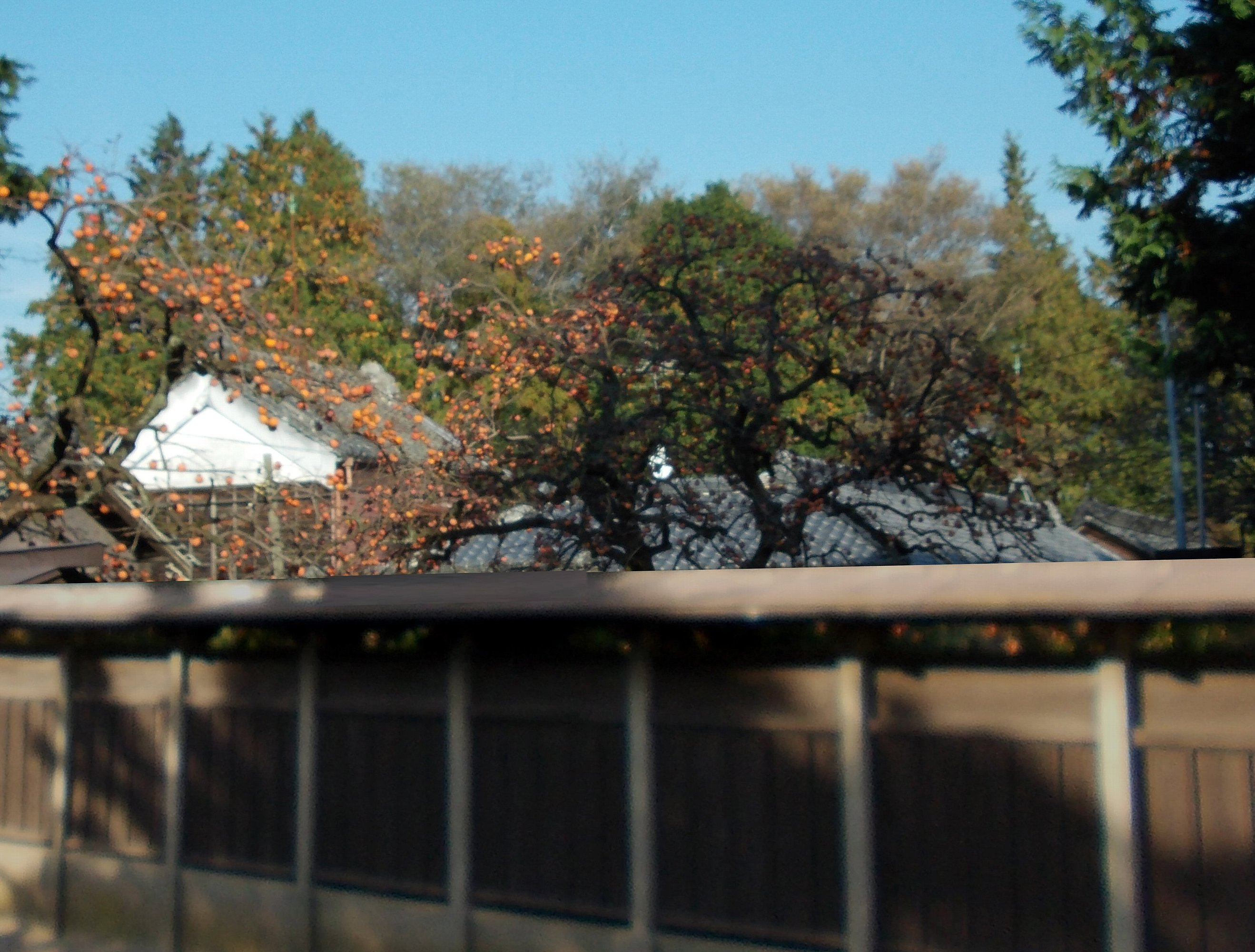
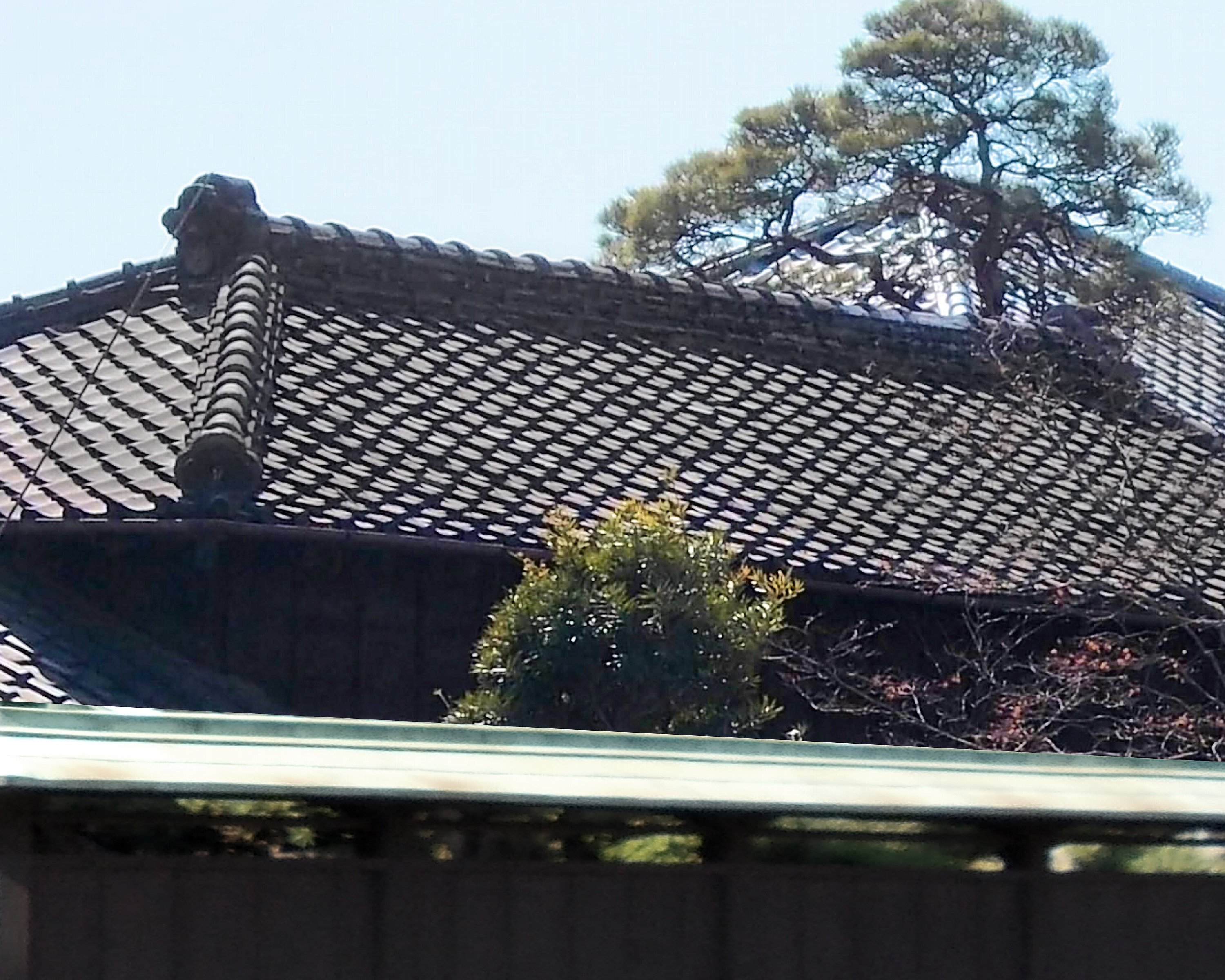
中野長兵衛邸
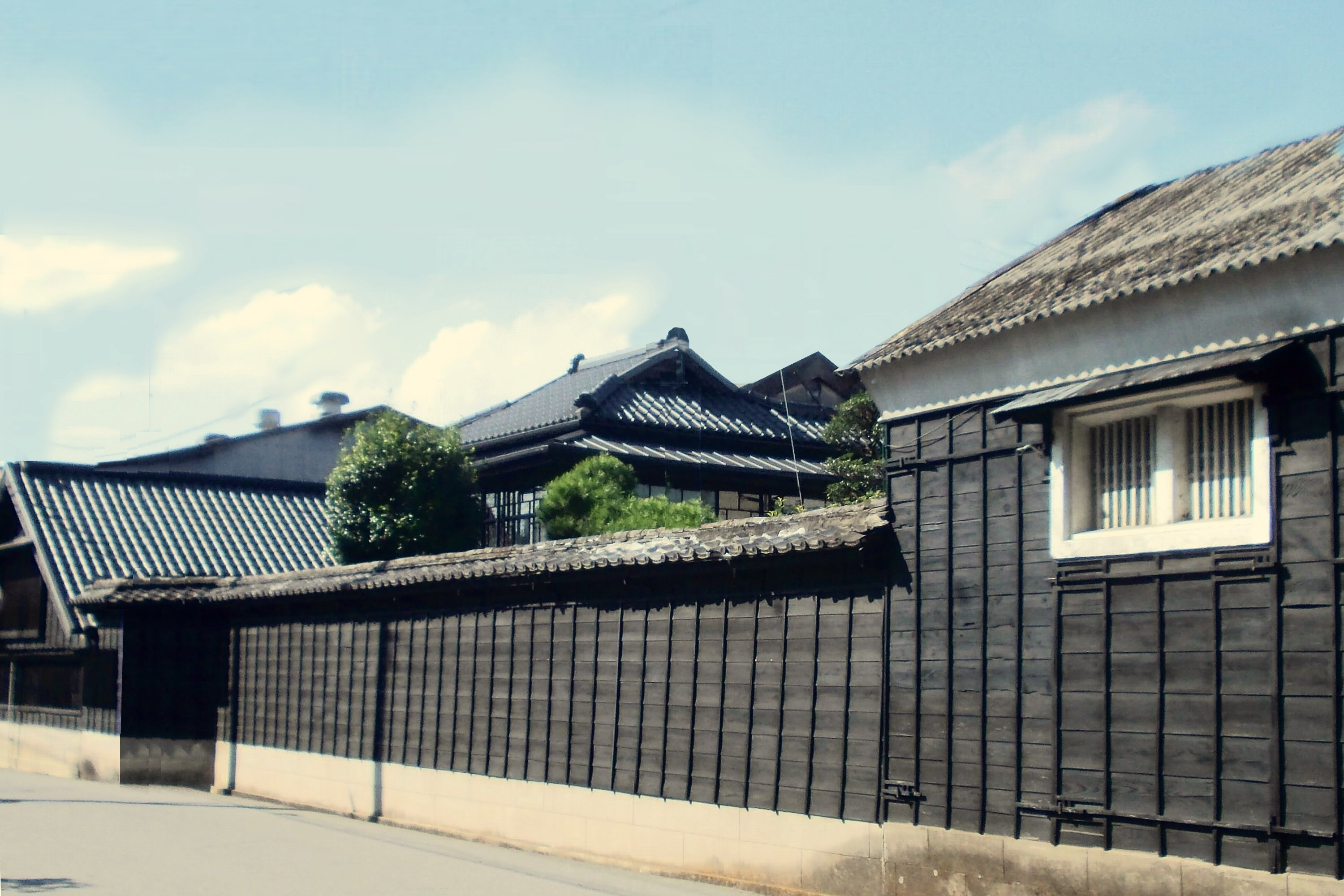
山下平兵衛邸

## 醤油醸造家

### 野田醤油仲間

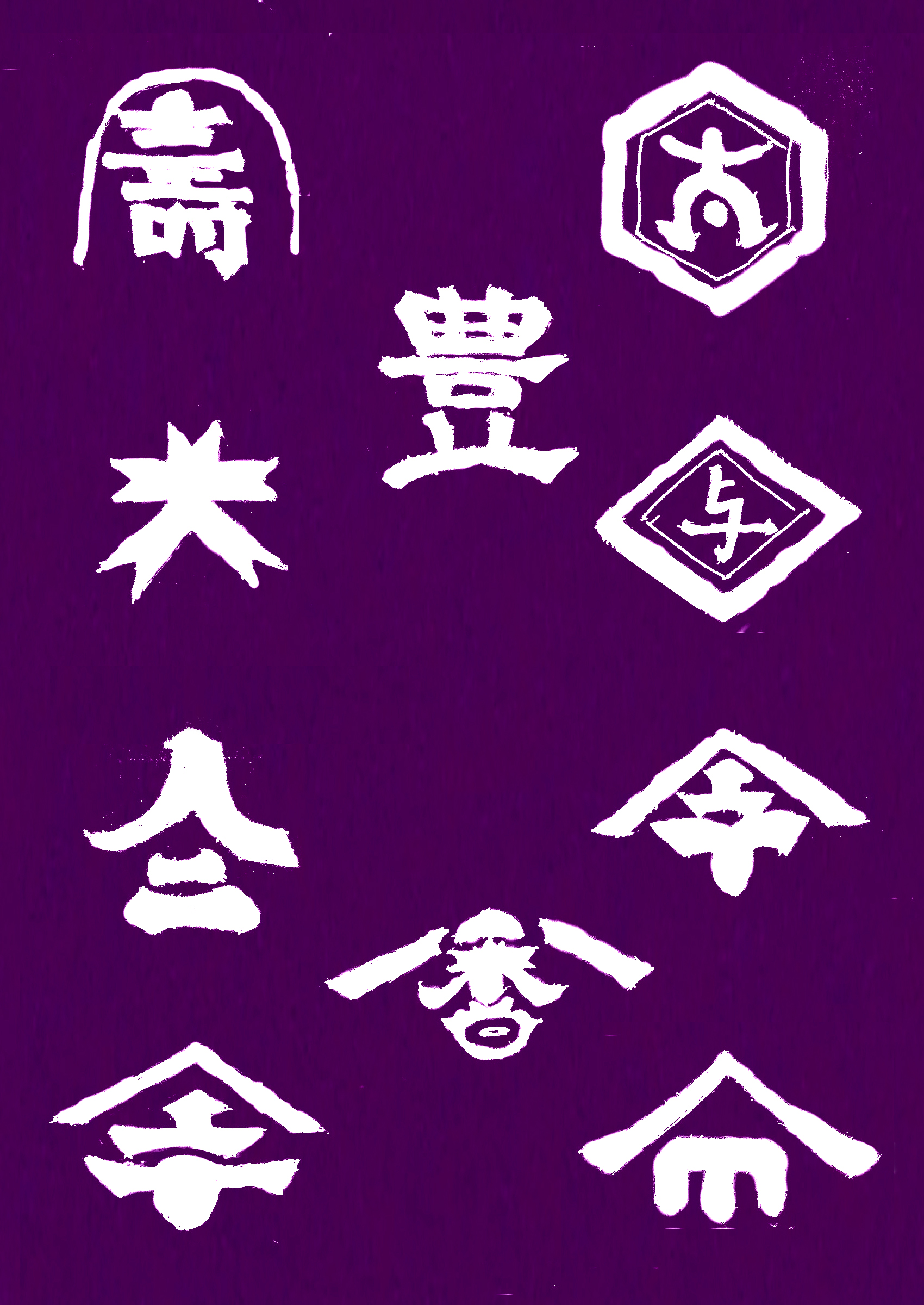
野田醤油仲間

飯田市郎兵衛家・亀屋
1558年に飯田市郎兵衛が溜醤油造りを始める。
杉崎市郎兵衛家
1775年に杉崎市郎兵衛が醤油醸造を始める。
竹本五郎兵衛家
竹本五郎兵衛が1775年に醤油醸造を始める。
大塚弥五兵衛家
大塚弥五兵衛が1775年に醤油醸造を始め、大塚家から河野権兵衛が1809年に分家。
大塚弥五右衛門家

### 高梨一族

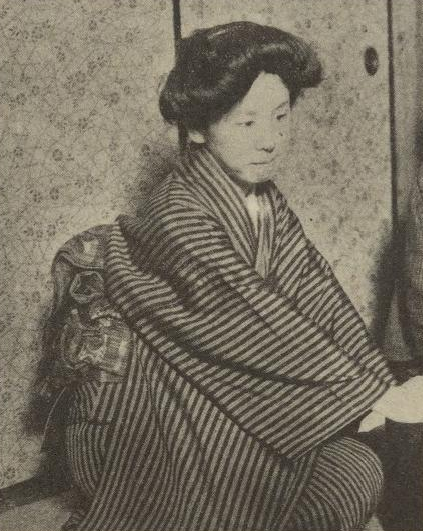
高梨孝右衛門の娘・孝子

1105年に先祖が野田に来たと伝わる。
高梨兵左衛門本家
1661年に高梨兵左衛門19代が醤油醸造を始める。「ジョウジュウ印」を商標に広く知られるようにになり、幕末には最上醤油の呼称を幕府から許される。高梨周造が1849年に分家して醤油醸造を始める。 高梨孝右衛門が1864年に分家して醤油醸造を始める。
- 髙梨兵左衛門 上花輪村名主で醤油醸造家（キッコーマン）。旧邸宅は「上花輪歴史館」になり名勝「高梨氏庭園」に指定。
- 19代髙梨兵左衛門 寛文期に高梨家として初めて醤油醸造を始める
- 23代髙梨兵左衛門（高梨信芳、1749-1803）　1764年に実兄である茂木七郎右衛門と醸造蔵経営の合併を行うが、1771年に再び経営を分かち、1772年に上花輪に新蔵を建設してのちの繁栄の基礎を固める。1783年の天明の大飢饉の際に施米をして名字帯刀を許される。
- 28代髙梨兵左衛門（高梨信太郎）　1917年に、茂木6家、中野家と醤油経営を合同し、野田醤油株式会社（のちキッコーマンに改称）を設立。
- 29代髙梨兵左衛門（高梨小太郎、1878年生）

高梨周造家・宝山
1849年に高梨兵左衛門家から分家して河野権兵衛家の工場を譲り受け醤油醸造を始める。1888年に茂木七郎右衛門に工場を譲渡。
高梨孝右衛門家・丸山
1864年に高梨兵左衛門家から分家して醤油醸造を始める。1894年に茂木七郎右衛門に工場を譲渡。
高梨孝右衛門の妻は幕末の豪商伊藤八兵衛の六女おき。おきの姉の兼子は渋沢栄一の後妻。孝右衛門とおきの娘のタカ子（田中孝子）は1909年（明治42）渋沢英一渡米実業団に最年少（23歳）で随行し、のち田中王堂に嫁いだ。

### 茂木一族

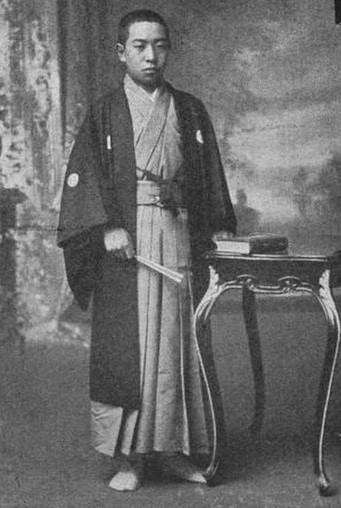
キッコーマン、茂木佐平治、1908年頃

文政年間（19世紀前半）に系譜焼失のため、詳細不明ながら、寛永年間（17世紀半ば）に野田に来た女性の連れ子が初代七左衛門を名乗り茂木家の始祖となったと伝わる。
茂木七左衛門本家（祖家）
1662年に茂木七左衛門が味噌醸造を始める。1764年に醤油醸造を始める。茂木佐平治が1688年に分家。茂木七郎右衛門が1768年に分家。 茂木勇右衛門が1822年に分家。
- 茂木七左衛門  醤油醸造家（キッコーマン）。邸宅群は登録有形文化財(建造物)（非公開）
- 11代茂木七左衛門 (茂木英吉)　母のいま（今子）は2代茂木房五郎の娘で初代茂木啓三郎の姉。

茂木佐平治家
1688年に茂木七左衛門家から分家。当初は穀物商だったが、3代佐平治(1729-1807)が1782年に醤油醸造を始める。茂木利平が1863年に分家。
- 茂木佐平治  醤油醸造家（キッコーマン）。3代目が醤油醸造を始め、のちに亀甲萬(キッコーマン)を本印として成功し、領主・松平勘太郎の奥向賄金の用立を引き受けるまでの資産を築いた。野田の有力醤油醸造家となり、4代目は1838年に幕府御用醤油造を命じられ、4代目、5代目と地代官も務めた。6代目は1877年に茂木学校建設。1917年に茂木・高梨一族8家の合同により野田醤油株式会社が結成され、統一の商標として佐平治家の商標亀甲萬が採用された。旧邸宅は国の登録有形文化財（現・野田市民会館）。
- 七代茂木佐平治（茂木亀雄）　広告により亀甲萬の名を全国に知らしめたが家運を傾けた
- 八代茂木佐平治（茂木延太郎）ロンドンに留学したが、先代より先に亡くなった
- 九代茂木佐平治（茂木文吉）5歳で家督を継ぐ
- 十代茂木佐平治（茂木資一郞）

　茂木利平家　
1863年に茂木佐平治家から分家し、味噌醸造を始め、1872年より醤油を専業とする。
茂木七郎右衛門・柏家
1764年に4代茂木七左衛門の孫娘(里賀)に22代高梨兵左衛門の嫡男を養子に迎えて醤油醸造を始め、1768年に茂木七左衛門家から分家。茂木房五郎が1821年に分家して醤油醸造を始める。茂木七郎治が1858年に分家。 中野長兵衛が1873年に分家。
- 三代茂木七郎右衛門　1821年、上町より出火し百十戸を焼いた火災に巻き込まれ焼死
- 四代茂木七郎右衛門（茂木兵三郎）　3代の長男。父の急死により14歳で家督を継ぐ
- 五代茂木七郎右衛門（茂木柏衞）　4代の娘婿。1887年に私設化学試験所を設置
- 六代茂木七郎右衛門（野田醤油初代社長）5代の長男
- 茂木順三郎　6代の長男

　茂木房五郎・木白家
1821年に茂木七郎右衛門家より分家して醤油醸造を始める。 茂木啓三郎が1877年に分家。茂木房五郎家より茂木和三郎が1906年に分家。
- 初代茂木房五郎（茂木広右衛門）　二代目茂木七郎右衛門の嫡男。分家した年に本家当主・茂木七郎右衛門3代が焼死したため、自業を廃し本家の後見となる。天保の大飢饉の際には茂木一族に声をかけて窮民救済に私財を投じて尽力し、郷土の偉人として愛宕神社に木白祭神として祀られ、祠の脇に「木白神霊碑」が建立された。
- 二代茂木房五郎（茂木広治）　1855年に飯田市郎兵衛家の工場を借り受け醤油仕込を始め、1872年に自家醸造に復す
- 三代茂木房五郎（長幸三郎）　2代の娘婿。1884年に借り受け中の飯田市郎兵衛家の工場を買い取り
- 四代茂木房五郎（茂木熊蔵）　茂木七郎右衛門の妹の婿
- 五代茂木房五郎（茂木三千蔵）　4代房五郎の長男

　茂木啓三郎・誉家
1877年に茂木房五郎家から分家。
- 初代茂木啓三郎　2代茂木房五郎の長男
- 二代茂木啓三郎 （飯田勝次）　4代茂木房五郞の娘婿。「新式二号醤油」製造技術を無償公開。

　茂木和三郎家
1906年に茂木房五郎家から分家。
- 茂木和三郎　4代茂木房五郎の弟

　茂木七郎治家・かね七
1858年に七郎右衛門家から分家。
- 初代茂木七郎治（茂木善三郎）　三代茂木七郎右衛門の二男。質商を始め、財を成す。
- 二代茂木七郎治（林景）　
- 茂木七郎治 (先代)　2代の長男。3代目七郎治
- 茂木七郎治（茂木高治郎）　3代の長男

　中野長兵衛家
1873年に茂木七郎右衛門家から分家、中野家を興こした。
- 中野長兵衛　5代茂木七郎右衛門の子、6代茂木七郎右衛門の弟
- 中野栄三郎　6代茂木七郎右衛門の二男、中野長兵衛の養子

茂木勇右衛門家・向店
1822年に茂木七左衛門家から分家して醤油醸造を始める。 	
- 茂木勇右衛門　6代茂木七左衛門の二男。妻は3代茂木七右衛門の娘。1841年に35歳で没。
- 二代茂木勇右衛門（茂木徳太郎）　先代の長男。15歳で家督を相続。

```

'''茂木一族系図'''

本家・茂木七左衛門家
　┃1662　櫛形屋
　┃
　┣━━━━┳━━━━━━┳━━━━━━━┓
　┃　　　　┃　 　 　　　┃　 　　　　 　┃
　┃　　茂木佐平治家　　  ┃　　　　　　　┃
　　　亀甲萬┃1688　　　　┃　　　　　　　┃
　　　　　　┃　　　茂木七郎右衛門家　  　┃
　　　　　　┃　　　　　　┃1768　柏屋　  ┃
      　　  ┃　　　　　　┃　　　　　茂木勇右衛門家　
　　　　　　┃　　　　　　┃　　　　　 　1822　向店
　　　　 　 ┣━━━┓    ┣━━━━┳━━━━━┳━━━━━━┓
            ┃      ┃    ┃        ┃          ┃            ┃
　　　　　　┃　　　┃　　┃　　茂木房五郎家　　┃　　　   　 ┃
　　　　　　　　　　┃  　  　　1921┃木白家　　┃　　　　　　┃  
                    ┃              ┃      茂木七郎治家　    ┃
       　  　    茂木利平家       　┃　　　1858　かね七　  　┃
　　　　　　　　　1863　　　　　　　┃　　　　　　　　　  中野長兵衛家　
                                    ┃                        1873
　　　　　　　　　　　　　　　　　　┣━━━━━┳━━━━━━┓　
　　　　　　　　　　　　　　　　　　┃　　　　　┃　　　　　　┃
　　　　　　　　　　　　　　　　　　　　　　茂木啓三郎家　　　┃
                                             1877　誉家       ┃
　　　　　　　　　　　　　　　 　        　　　　   　　　茂木和三郎家
　　　　　　　　　　　　　　　　　　　　　　　　　　　　　　　1906

```

堀切紋次郎家・相模屋
堀切紋次郎は1766年に流山で酒の醸造を始める。白味淋酒を1814年に発売。1917年の野田醤油合同に参加して万上味淋を設立。
濱口吉右衛門家
ジガミサ濱口吉右衛門濱口家はヒゲタ田中家とカギダイ深井家と1914年に銚子醤油（ヒゲタ醤油）を設立。1937年には野田醤油（キッコーマン）と資本提携。
吉田甚左衛門家
江戸後期に柏花野井の大地主・吉田甚左衛門家が広大な屋敷地で醤油醸造を始めた。キッコー千代とジガミ華之井があり醸造家として順調に発展していくが、1922年に野田醤油に売却した。
正田文右衛門家
群馬県館林の米穀商正田文右衛門は野田の茂木房五郎から醤油醸造の指導を受け、1873年に醤油醸造業を始めた。1917年に正田醤油株式会社社長となる。

### 野田醤油以外
山下平兵衛家
1830年に山下平兵衛家衛が醸造を始める。屋号は白木屋(キノエネ醤油)創業。合同には参加せず。14代当主夫人は巨匠・映画監督小津安二郎の妹。
- 山下平兵衛

秋元三左衛門家
秋元三左衛門家が流山で醸造する天晴味醂は1873年ウィーン万博で賞牌が贈られた。秋元家の天晴味醂は戦時中に産業統合の国策で東邦酒類と合併。21世紀現在のMCフードスペシャリティーズへ天晴味醂が受け継がれた。
甲田三郎兵衛家
甲田三郎兵衛が1704年に醤油醸造を始める。
甲田治郎兵衛家
甲田治郎兵衛が1775年に醤油醸造を始める。
河野権兵衛家
1809年に河野権兵衛が大塚家から分家して、醤油醸造を1822年に始める。
石川仁平治家・柳屋
都邊与四郎家・油屋
上原長兵衛家
萬屋彦左衛門家
待山惣七家
宮田輿兵衛家
大津正三郎家
鈴木萬平家
窪田家
窪田家は1925年に醸造（窪田味噌醤油）を始めた。

## 野田醤油関連文化財

### 近代化産業遺産
「野田市の醸造関連遺産」　（激しい産地間競争等を通じ近代産業へと発展した利根川流域等の醸造業の歩みを物語る近代化産業遺産群）・・・他に神崎町と銚子市。 
髙梨氏庭園、茂木本家前景観、旧茂木佐平治邸、
御用蔵、煉瓦蔵、製造管理部事務所、第一給水所、
キノエネ醤油工場群、下河岸、上河岸、春風館道場、利根運河、
野田商誘銀行、興風会館、茂木小学校三年館・七年館、

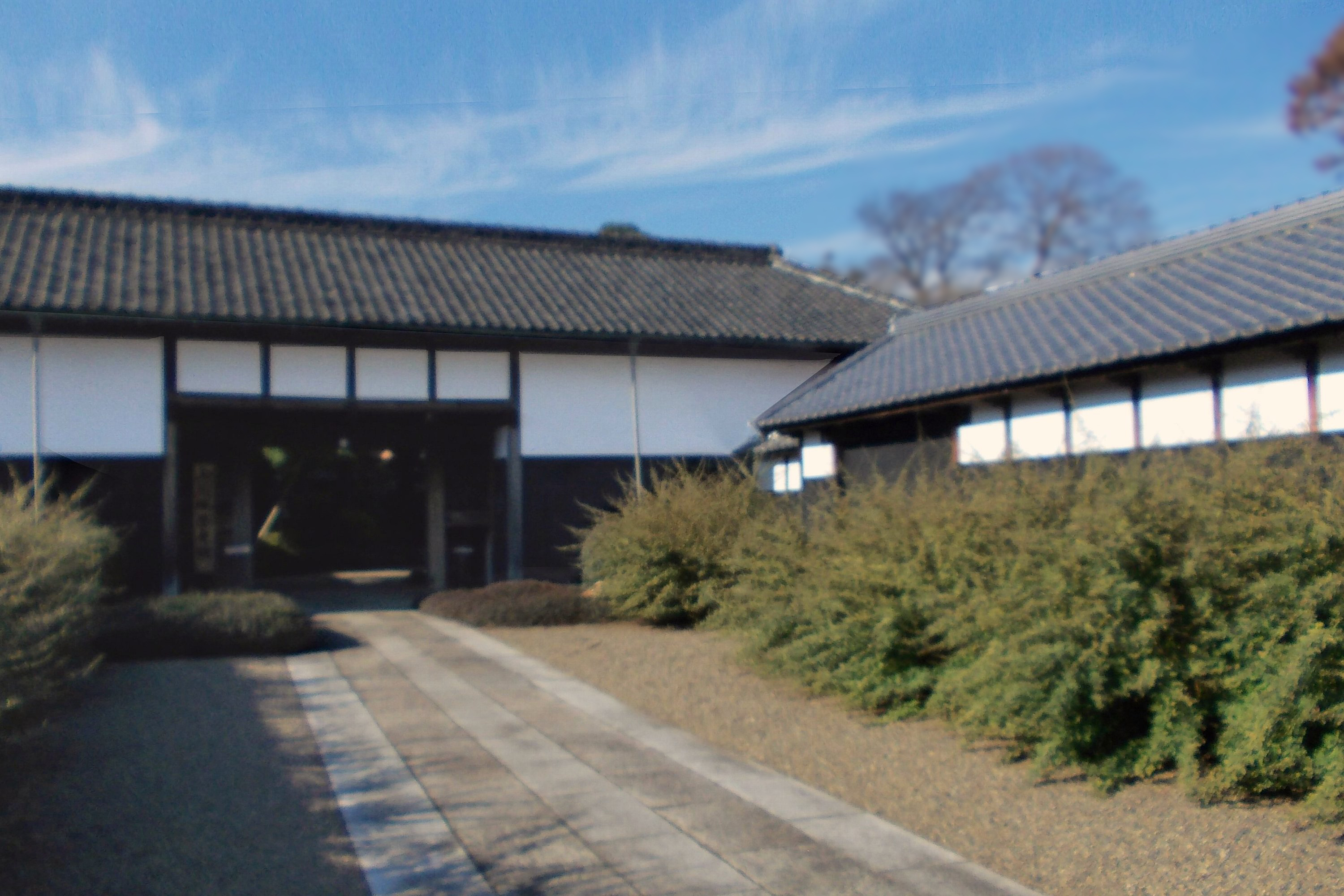
髙梨兵左衛門邸
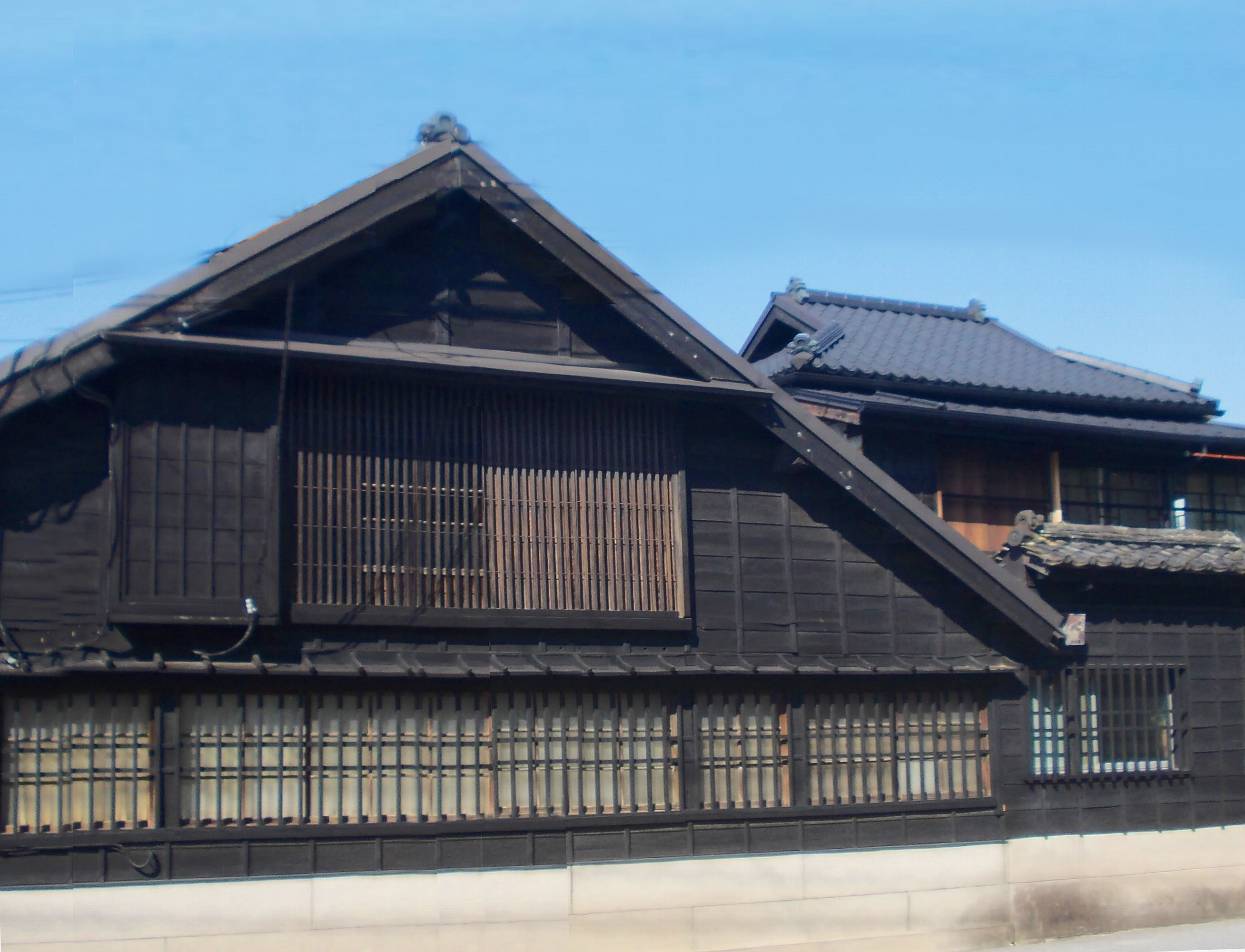
キノエネ醤油
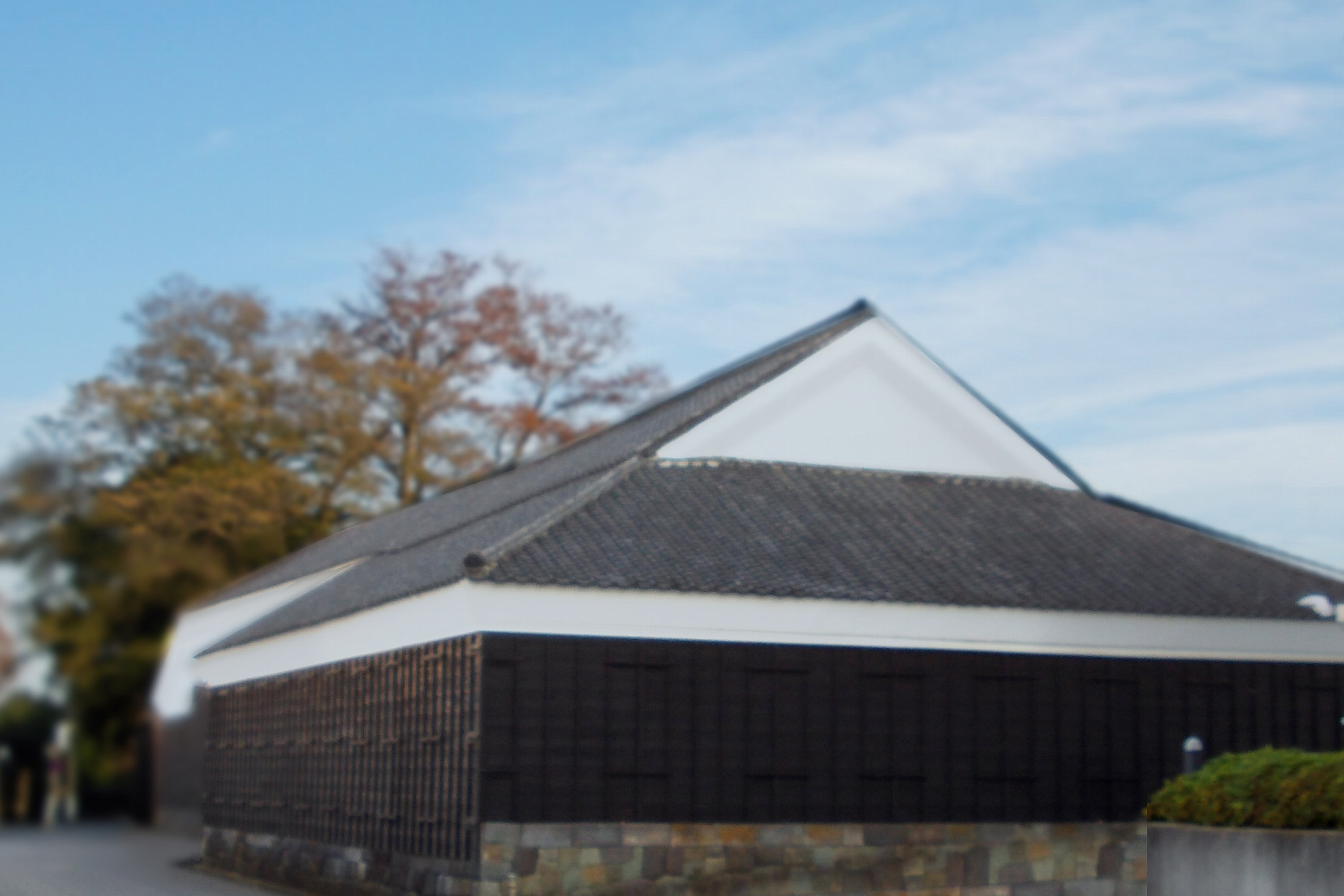
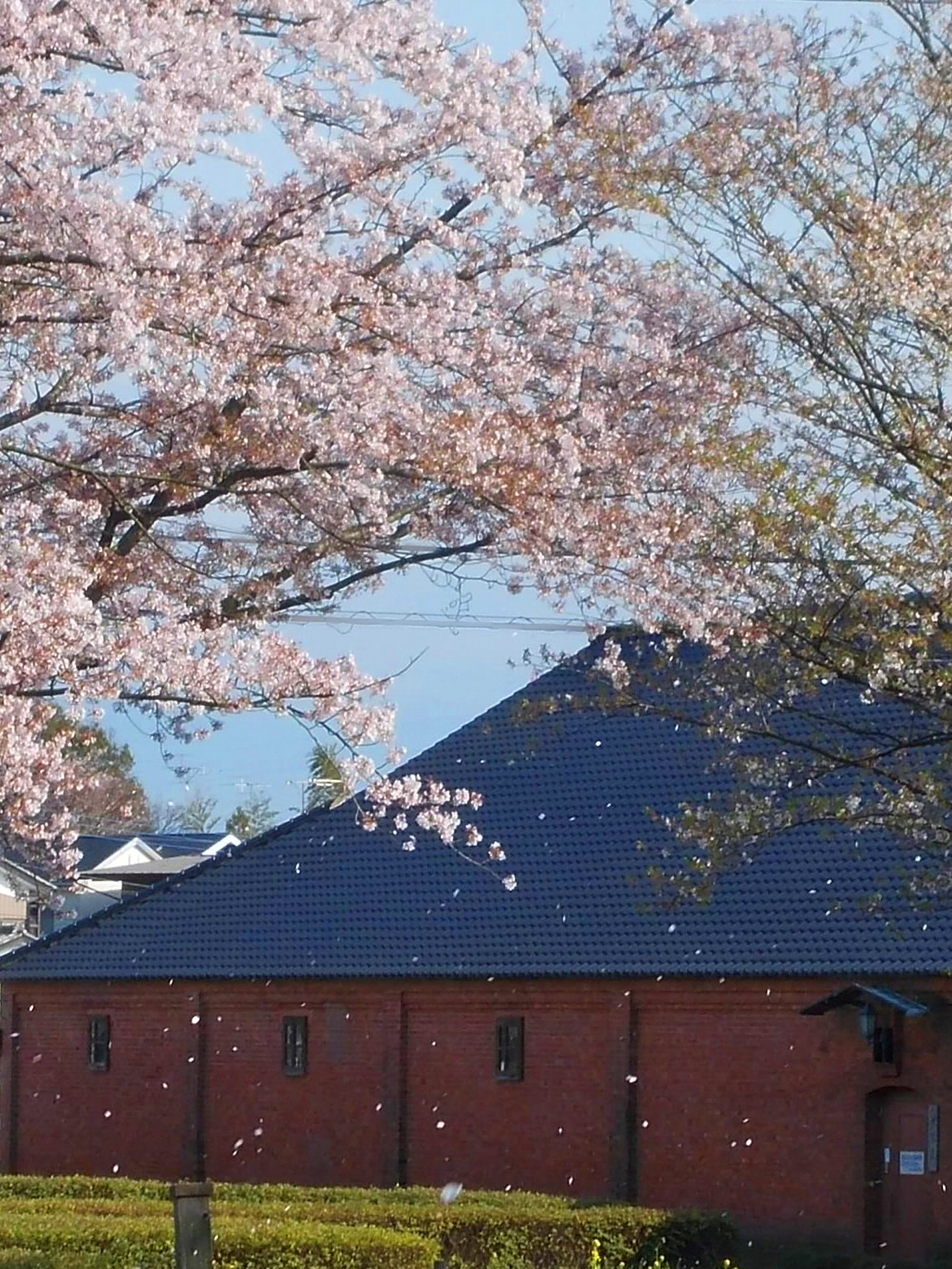
煉瓦蔵
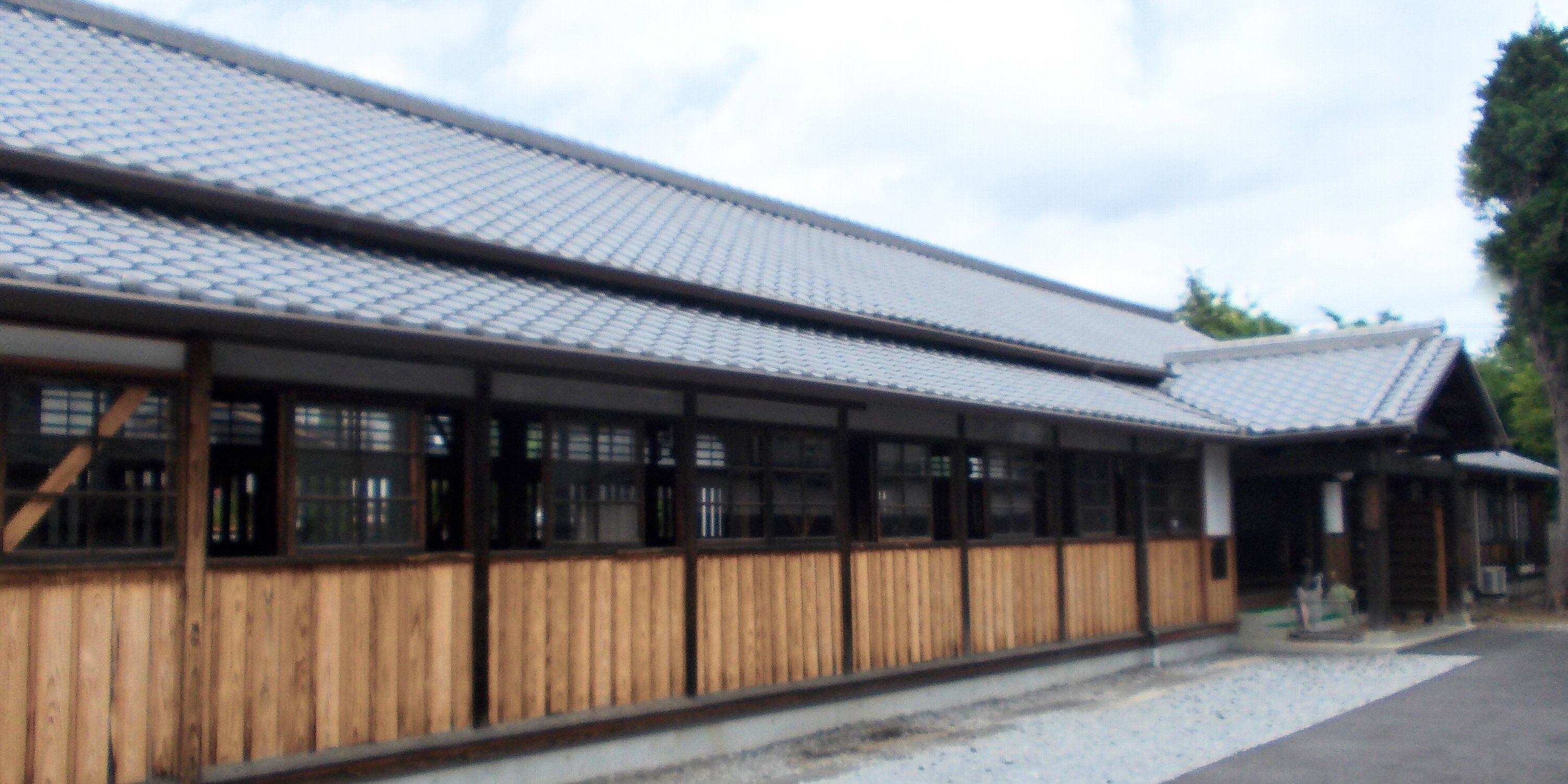
春風館道場
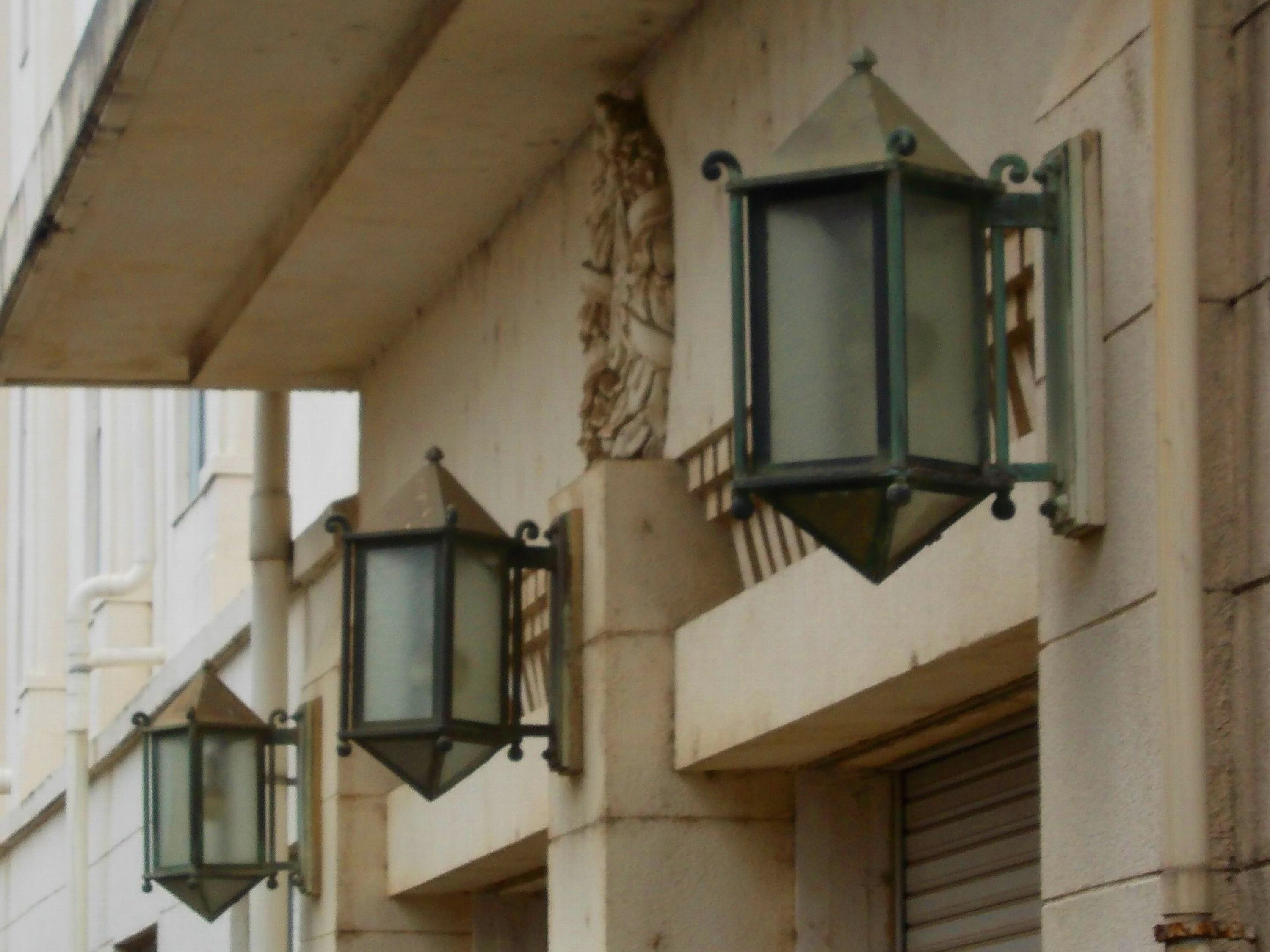
中央小学校
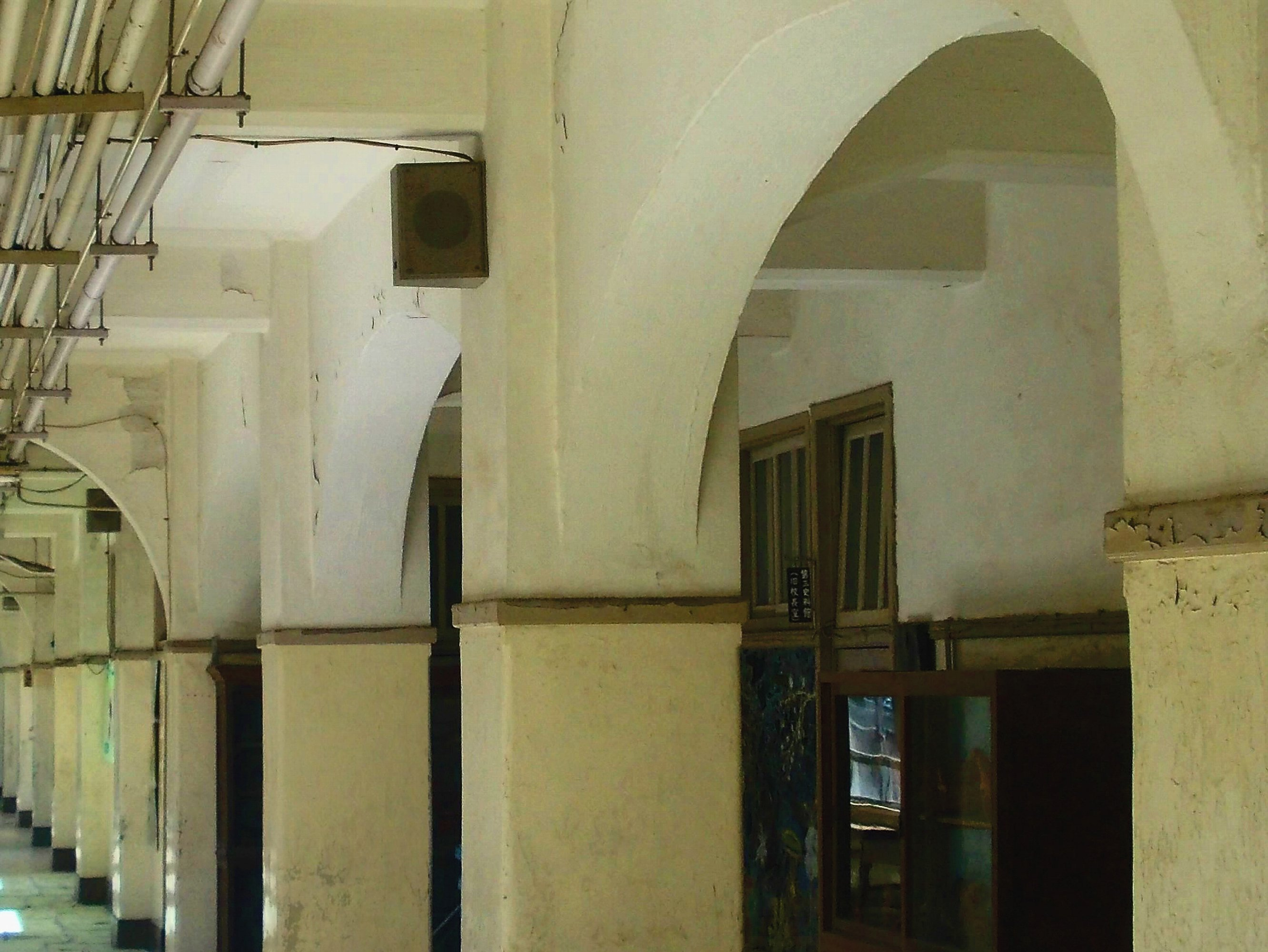
中央小学校

### 登録有形文化財
興風会館、野田商誘銀行、
茂木七左衛門邸、茂木佐平治邸、茂木七郎右衛門邸、茂木七郎治邸、茂木房五郎邸、
戸邉五右衞門邸、桝田仁左衛門邸、

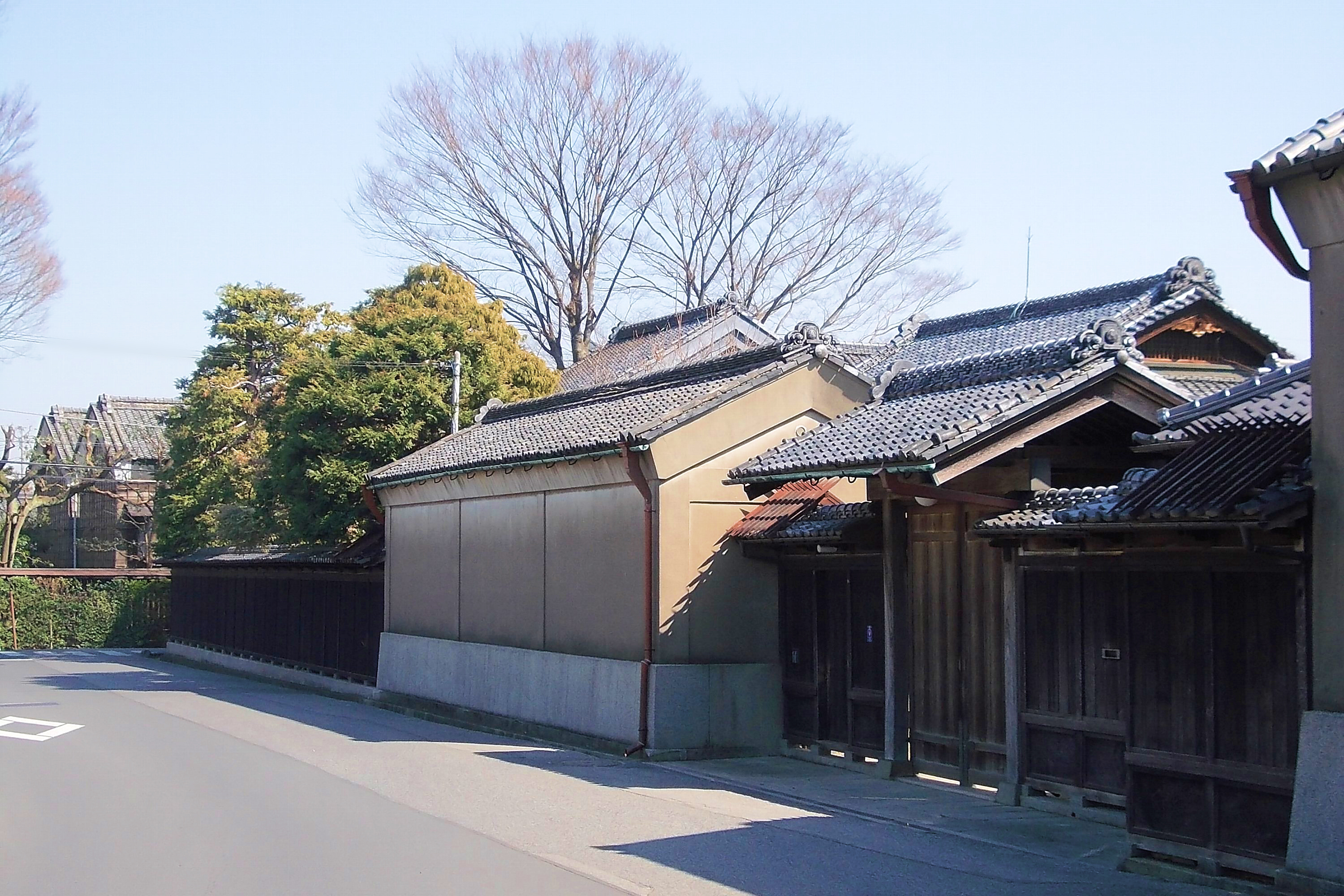
茂木七左衛門邸
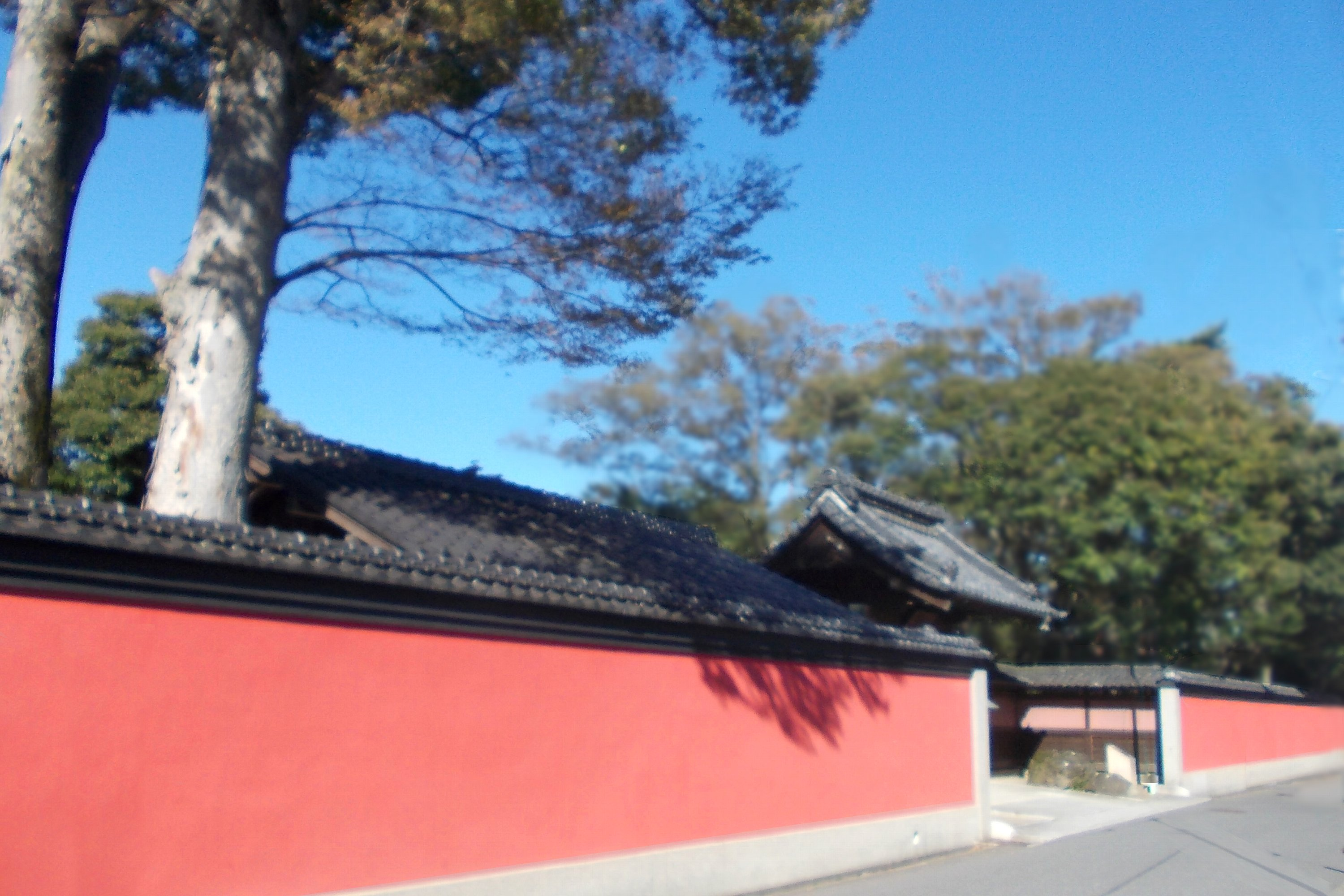
茂木佐平治邸
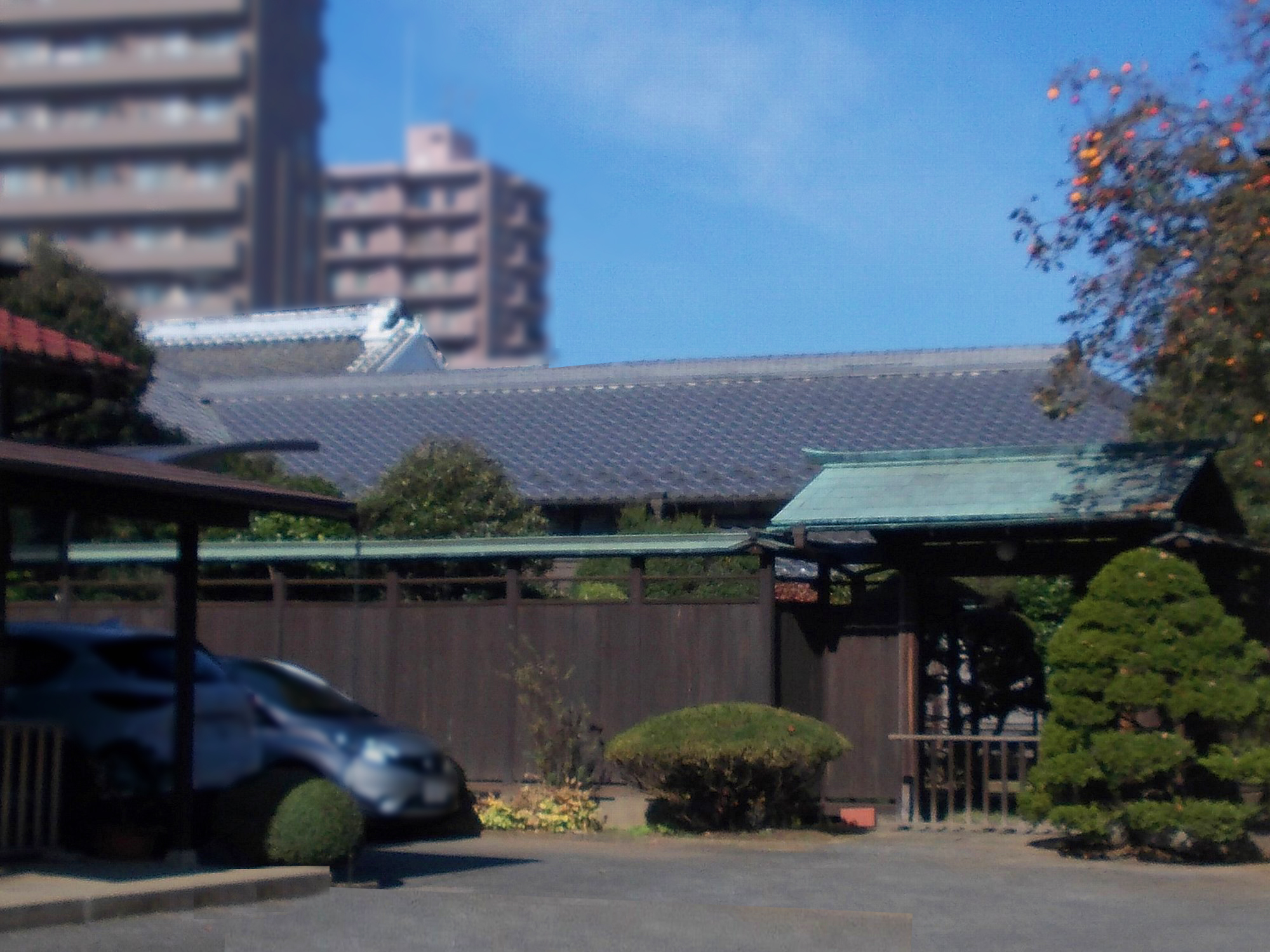
茂木七郎右衛門邸
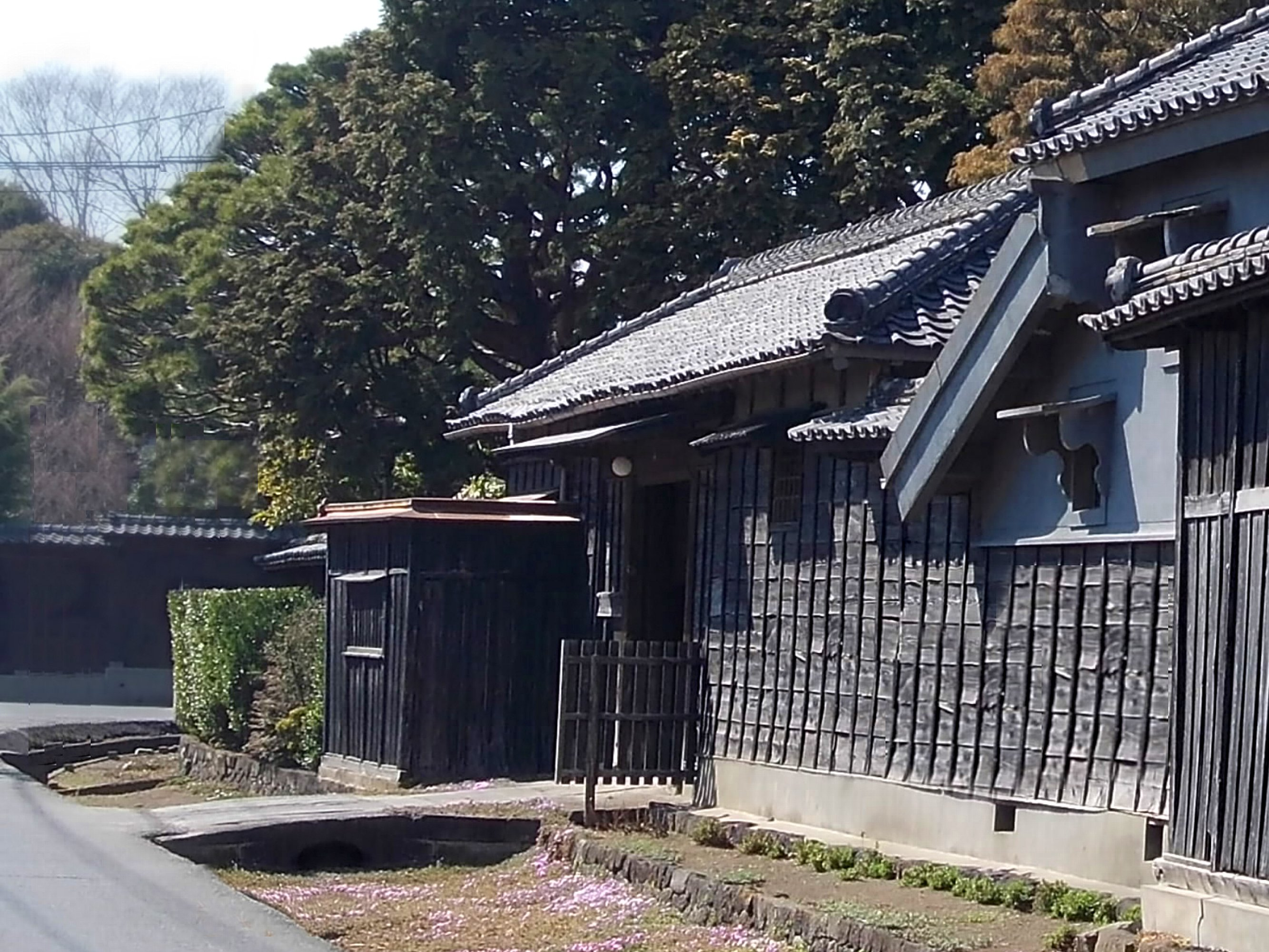
茂木七郎治邸
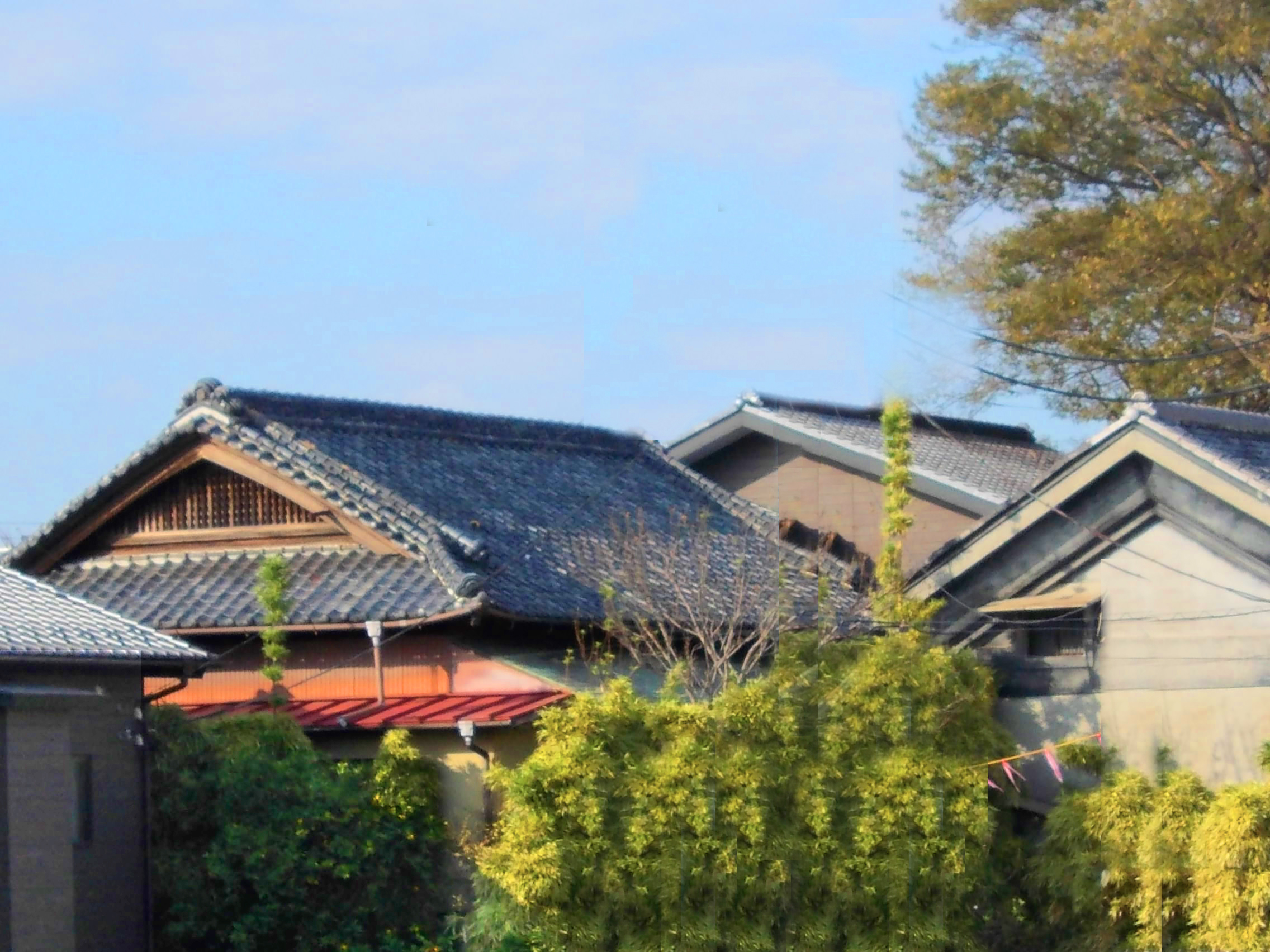
茂木房五郎邸
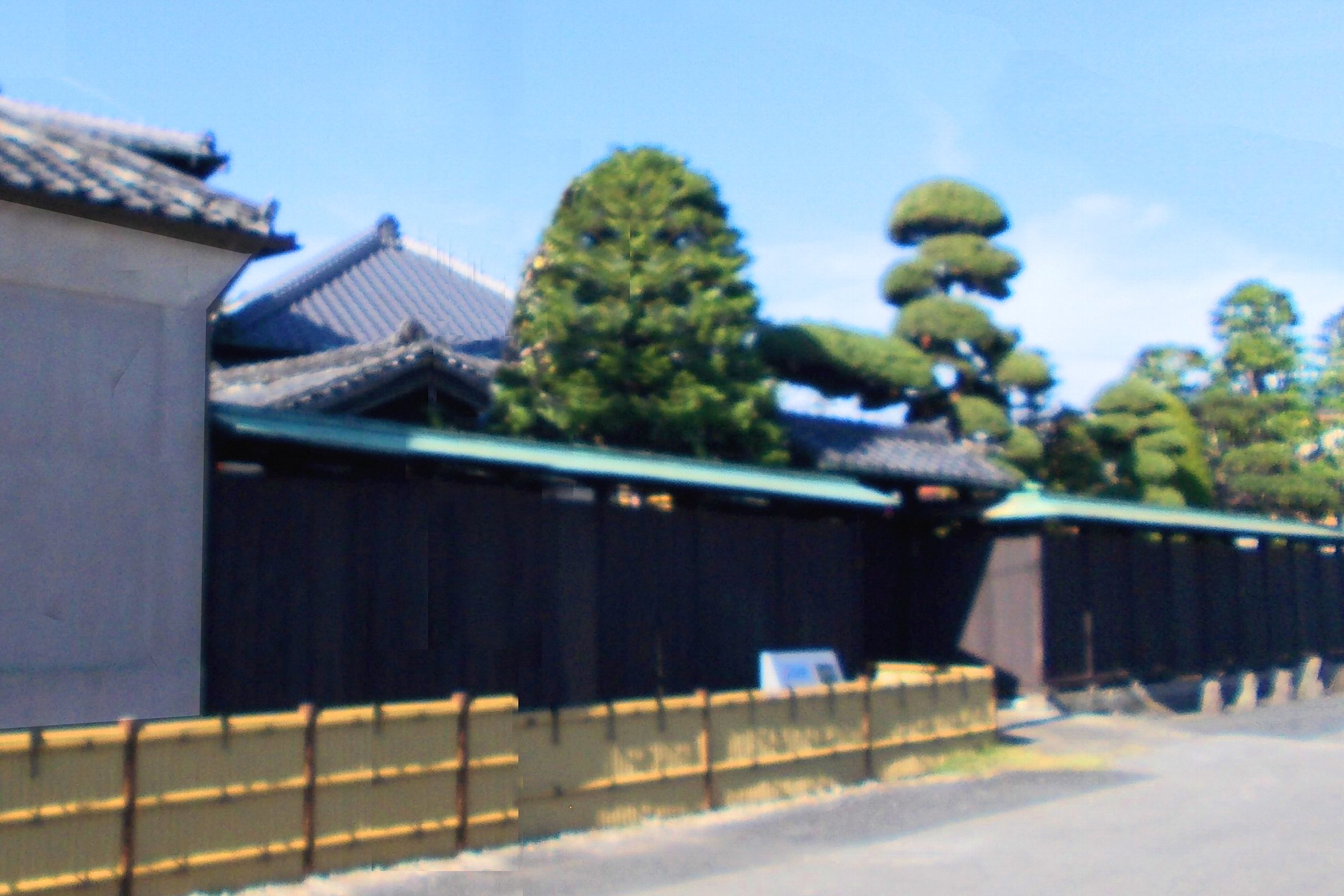
戸邉五右衞門邸
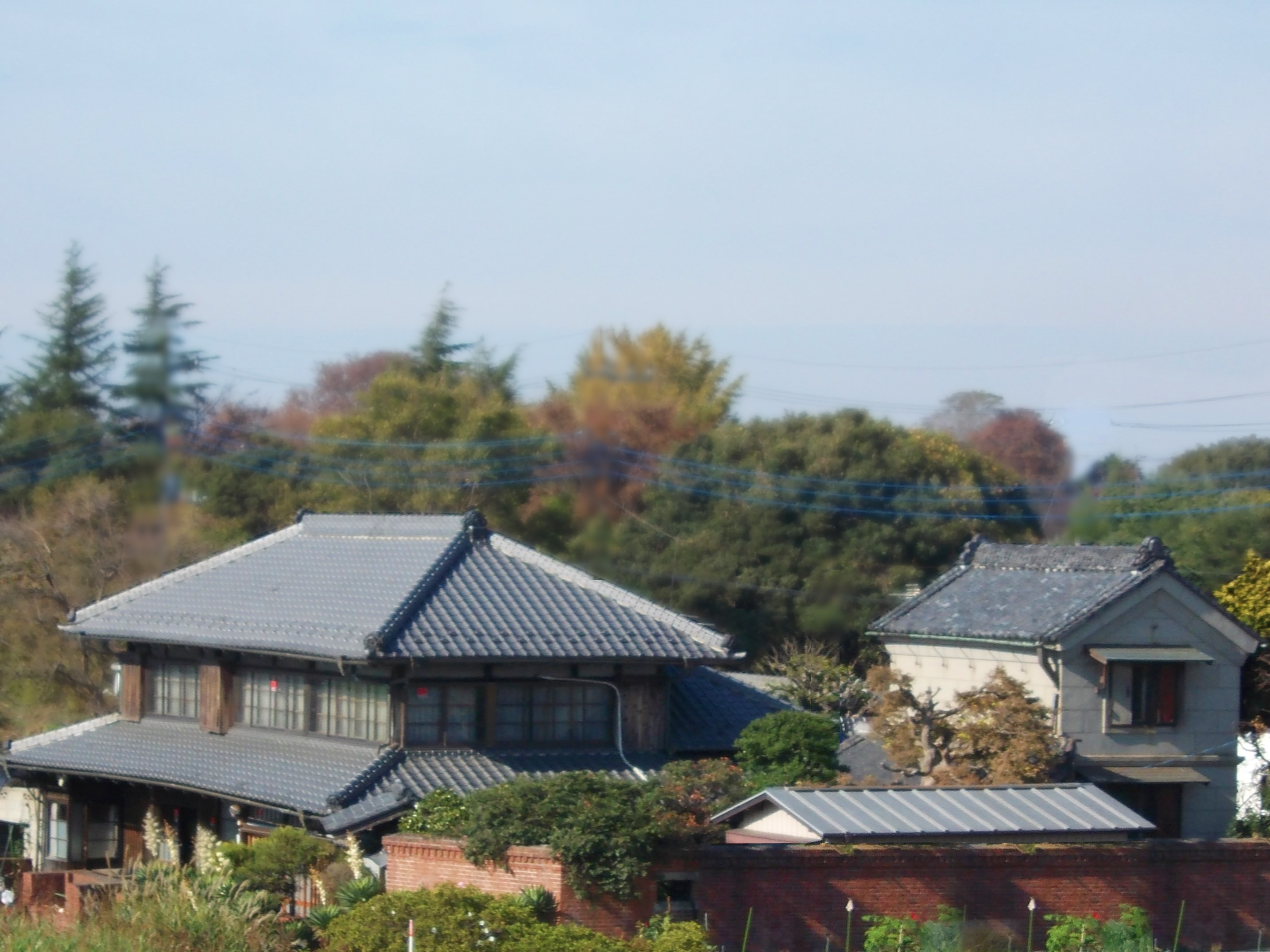
桝田仁左衛門邸

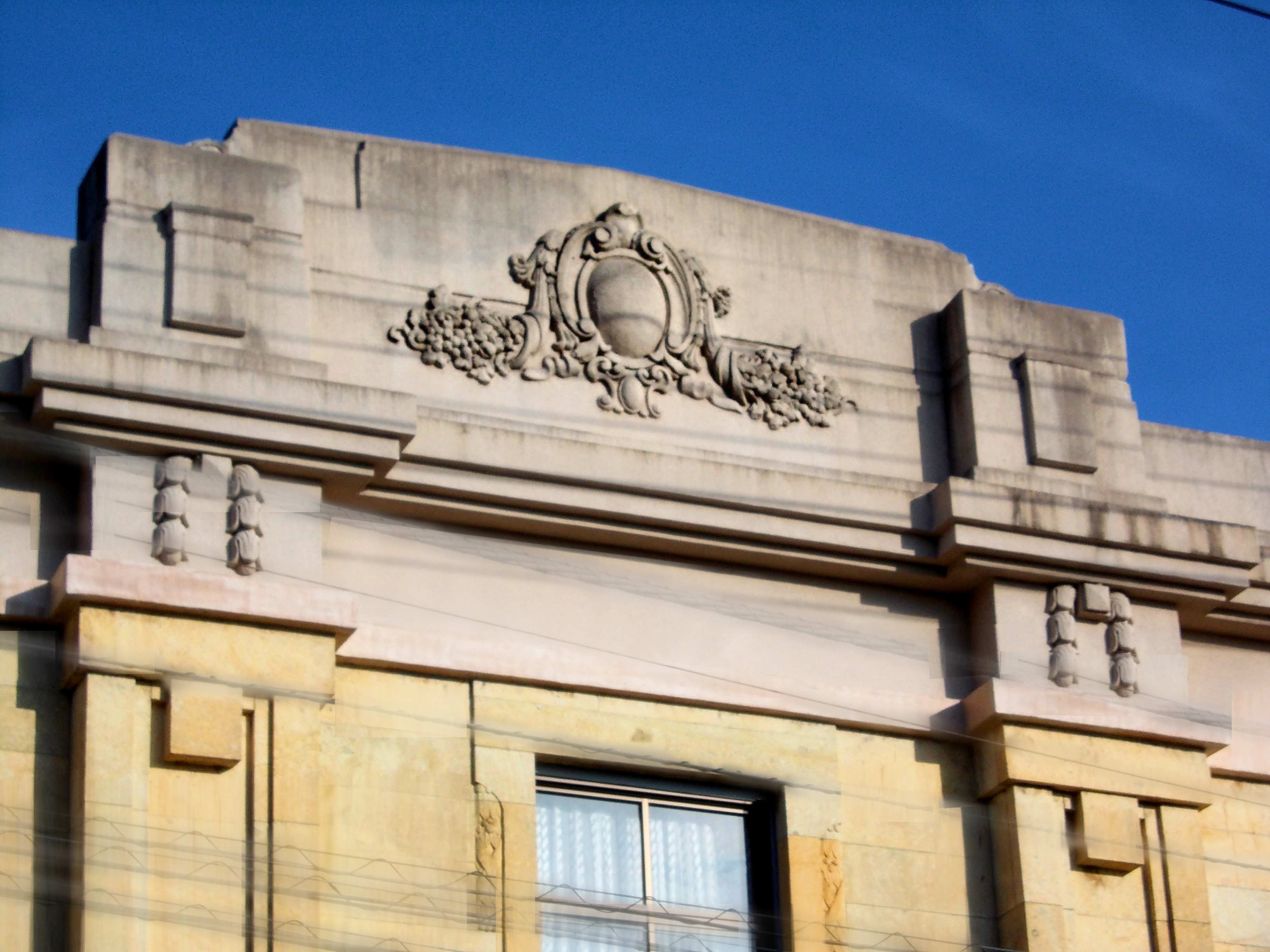
野田商誘銀行
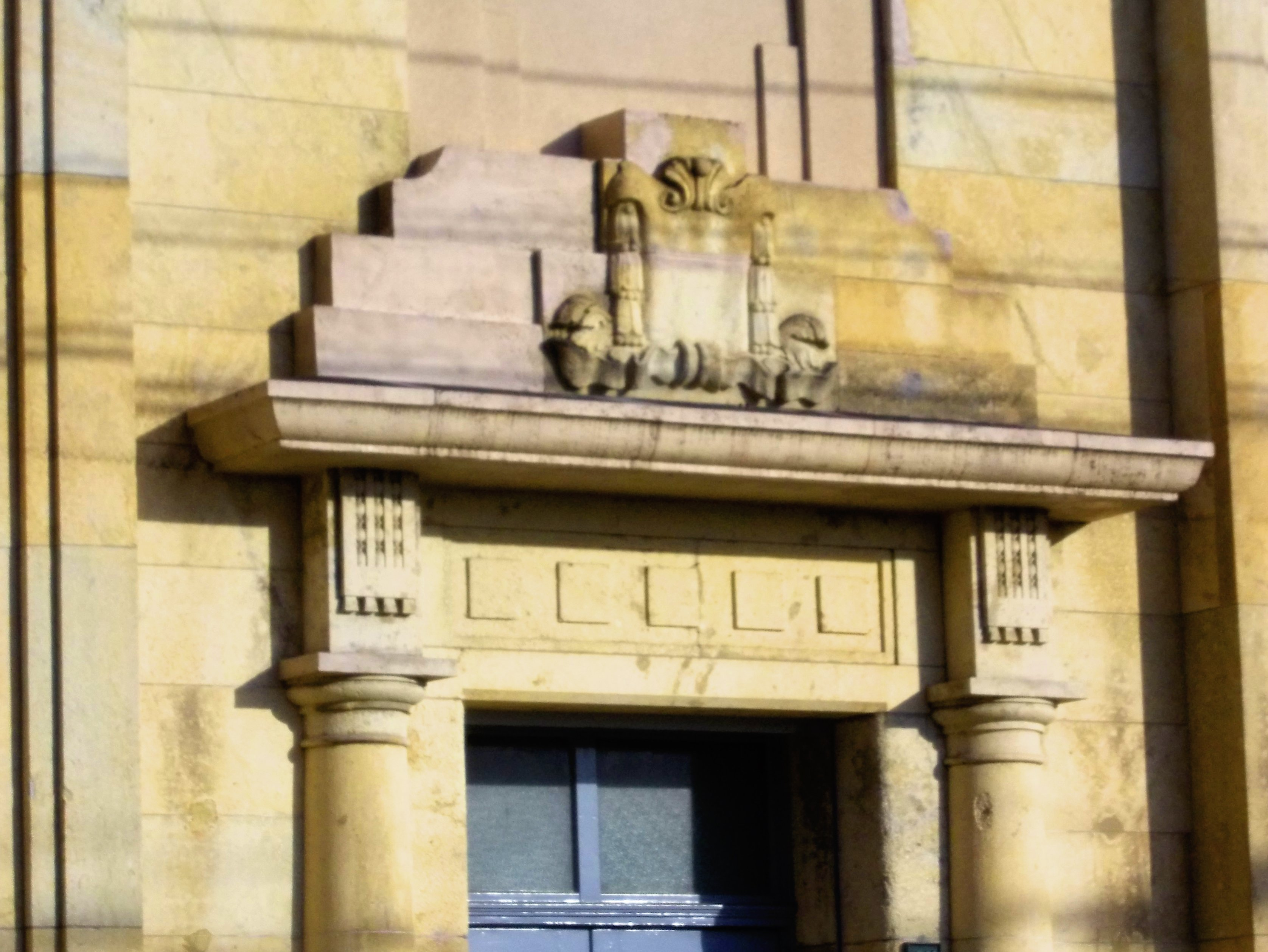
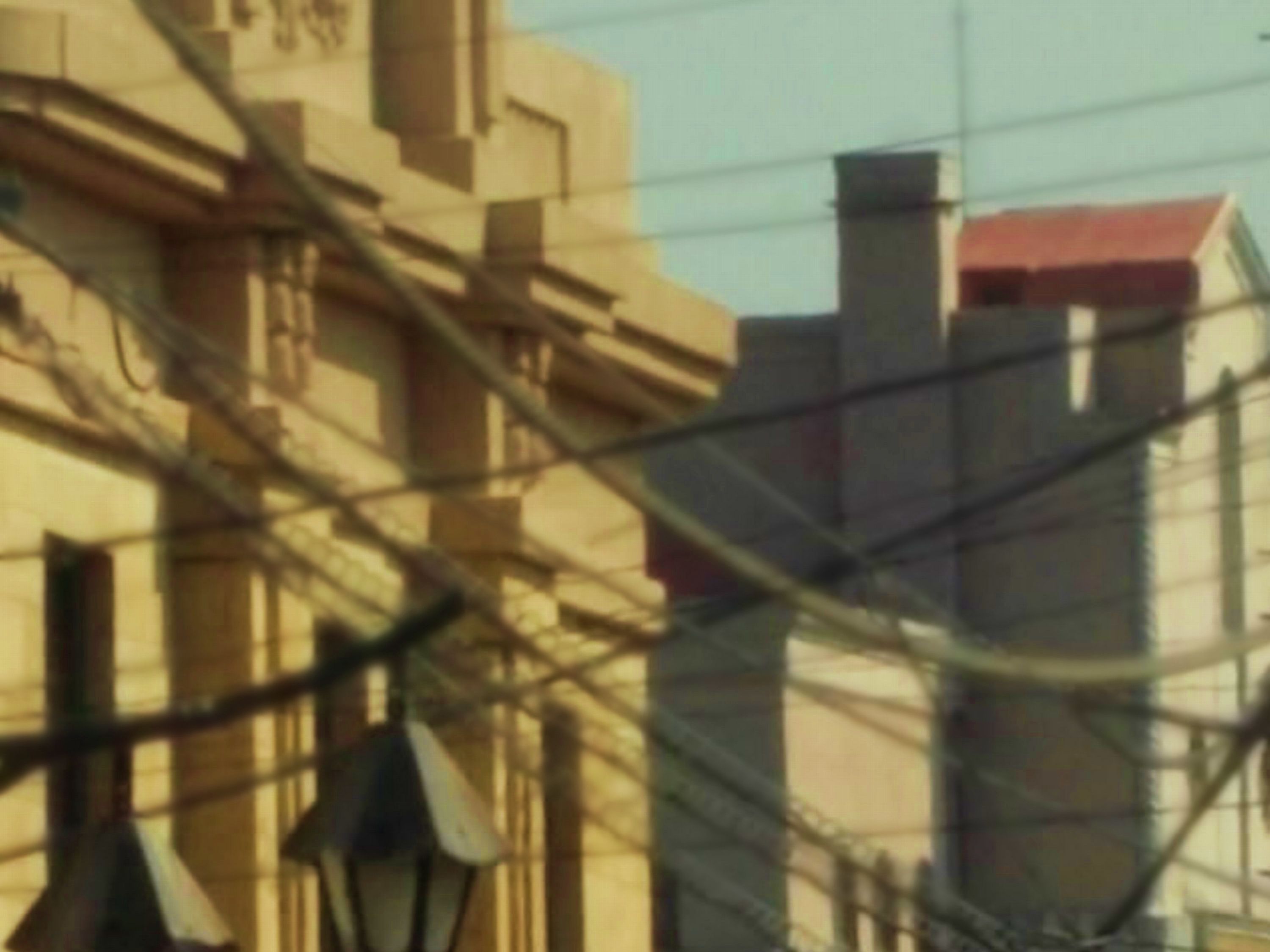
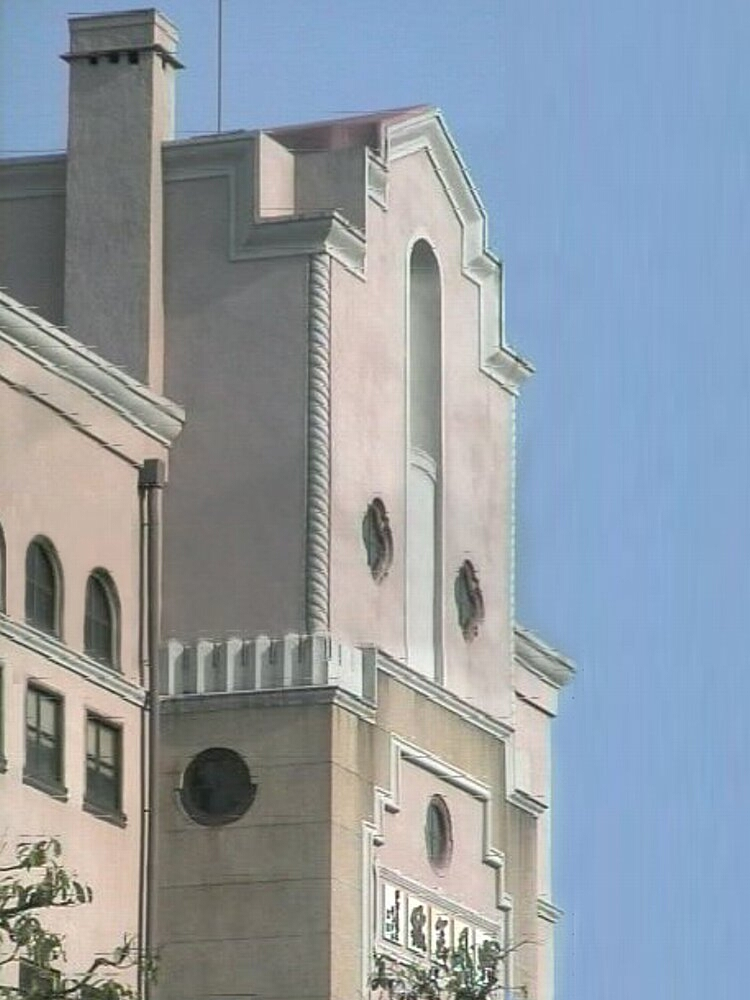
興風会館
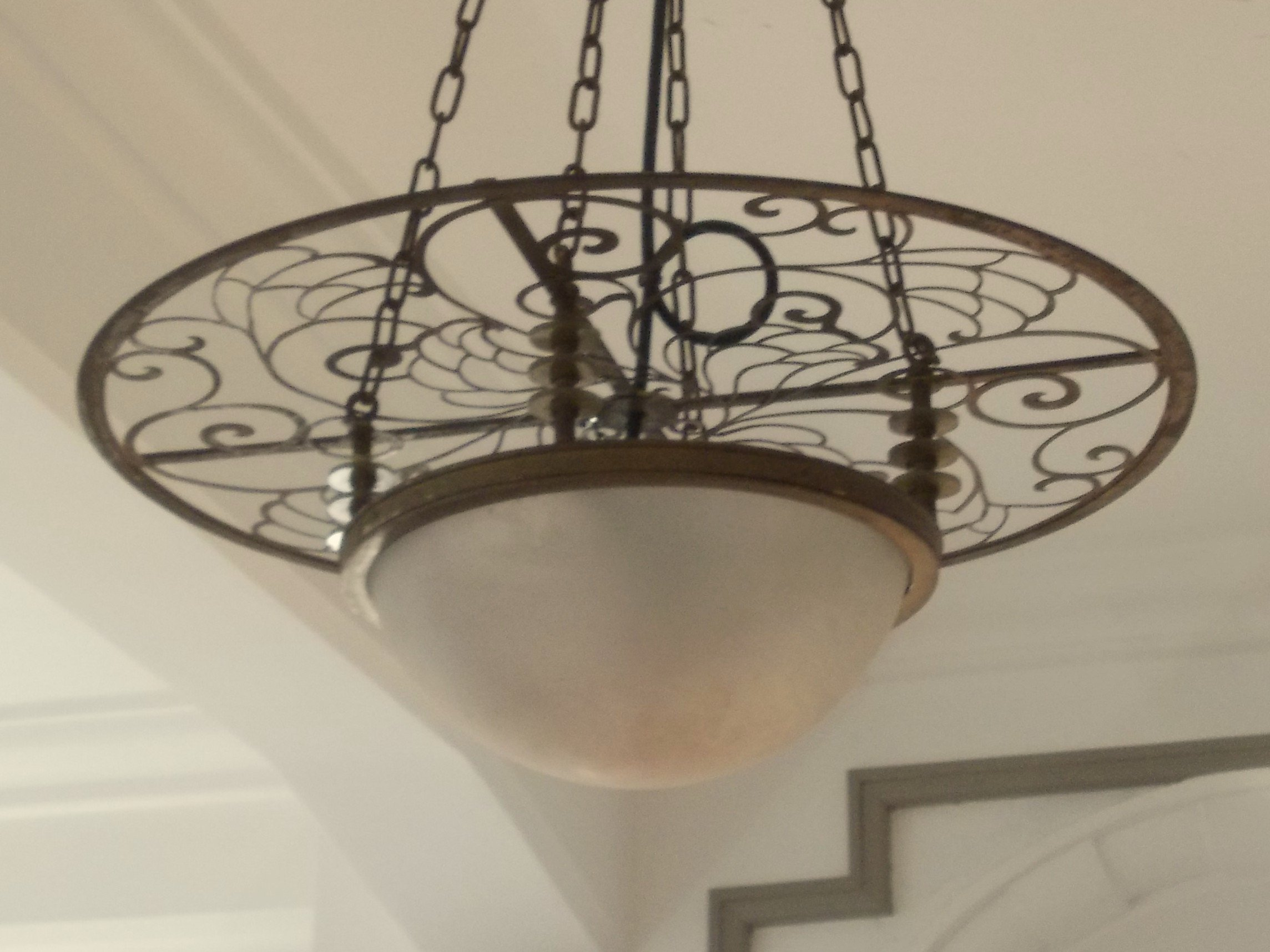
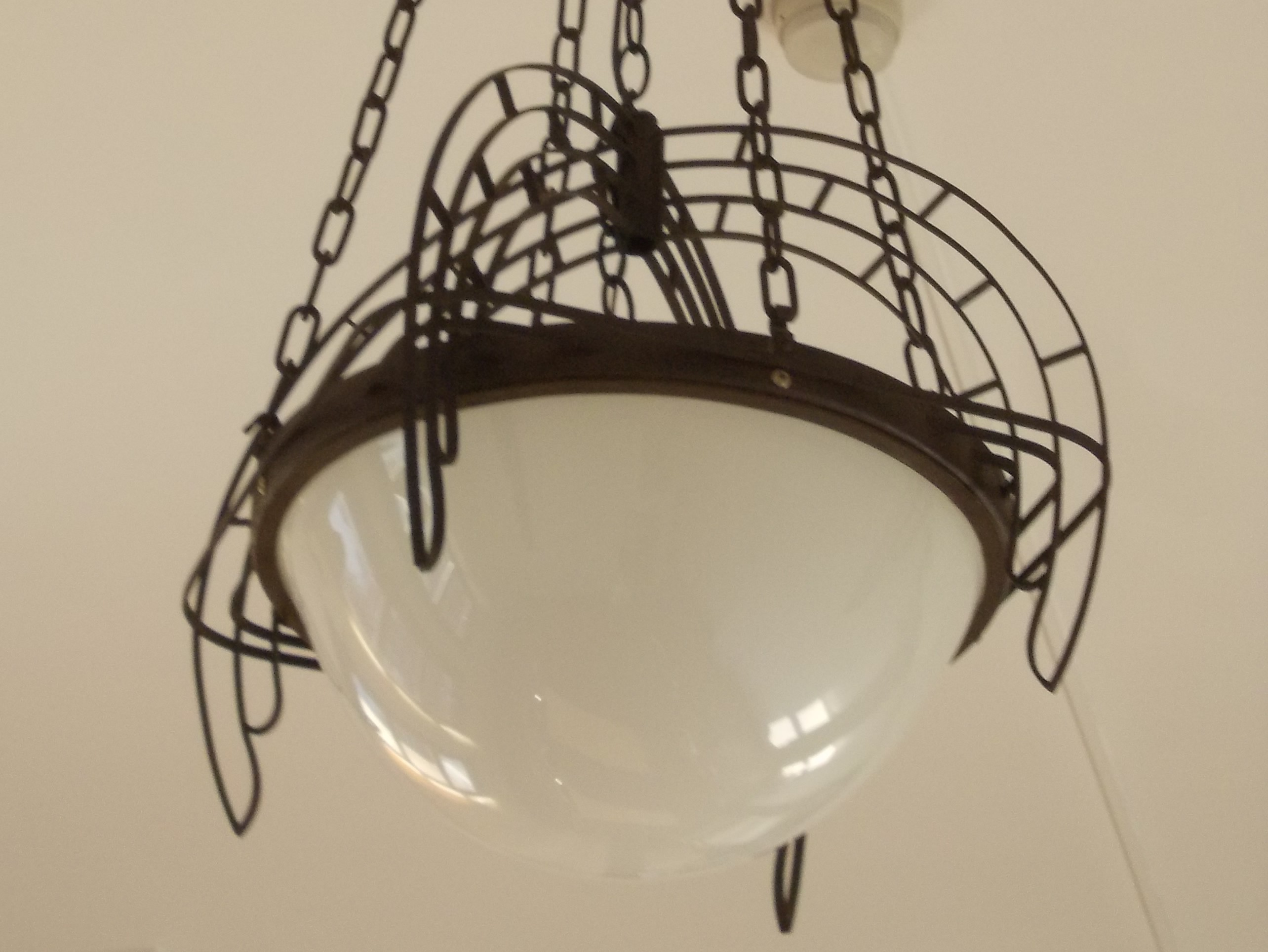
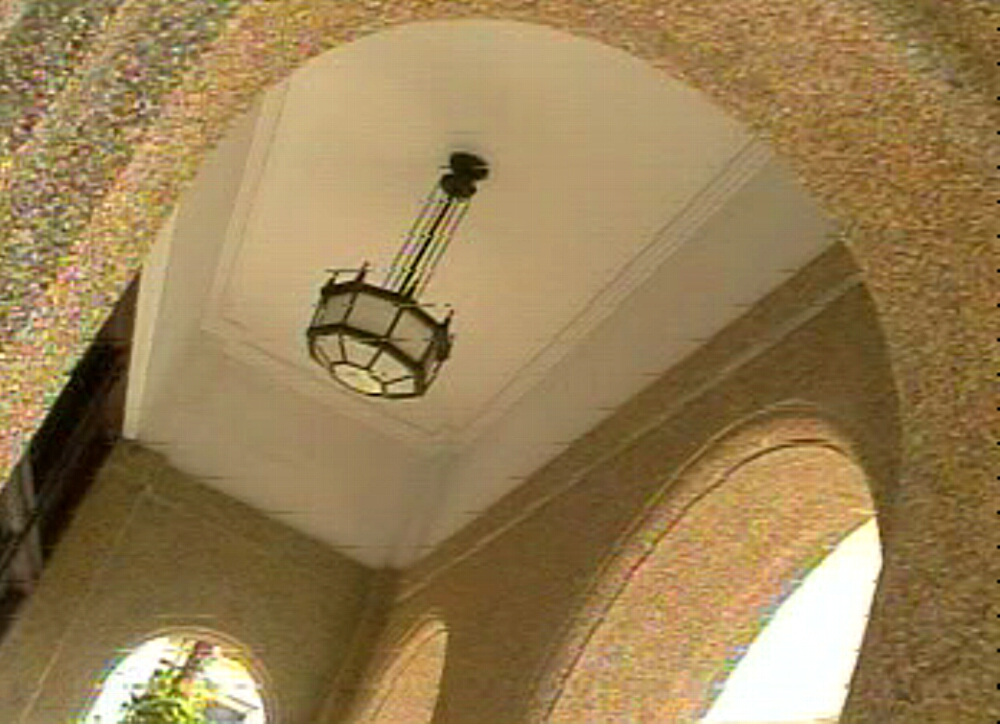
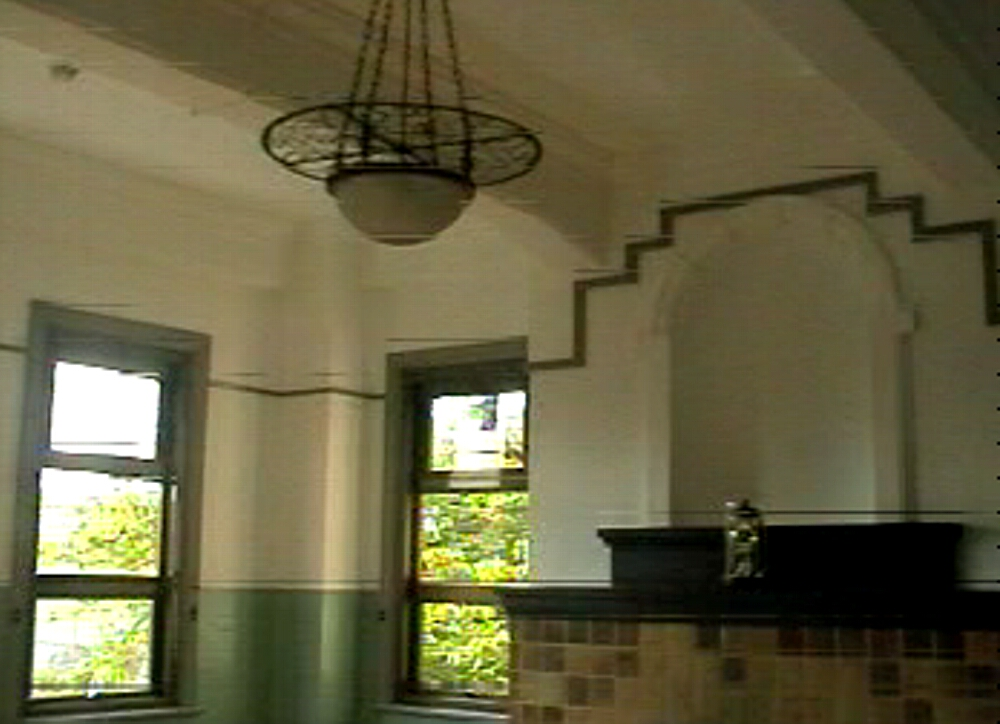

### 名勝

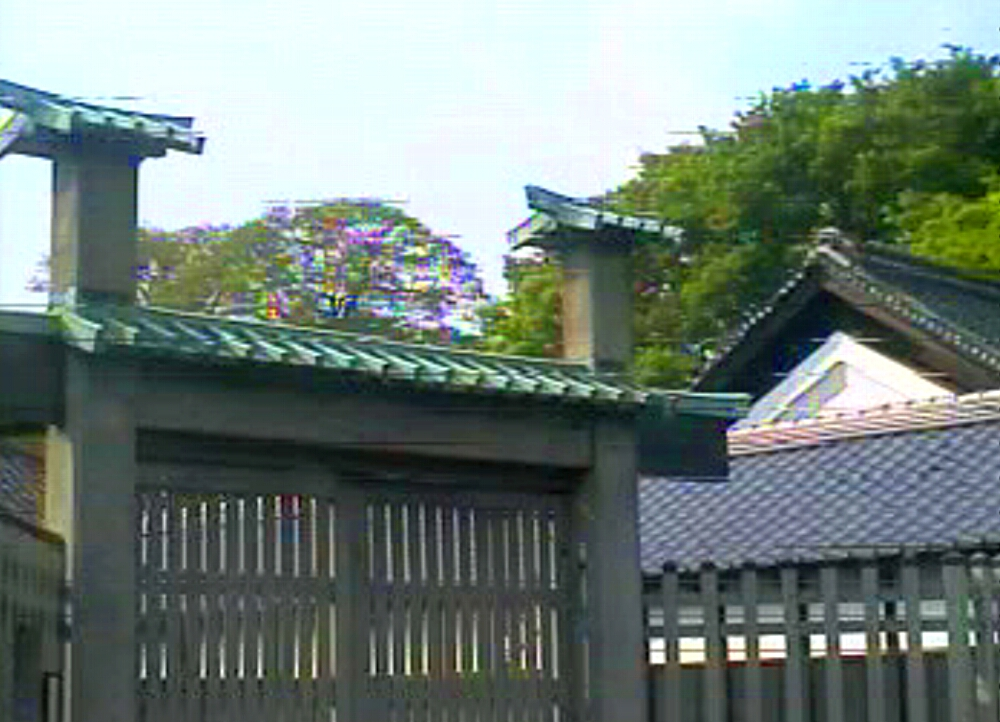
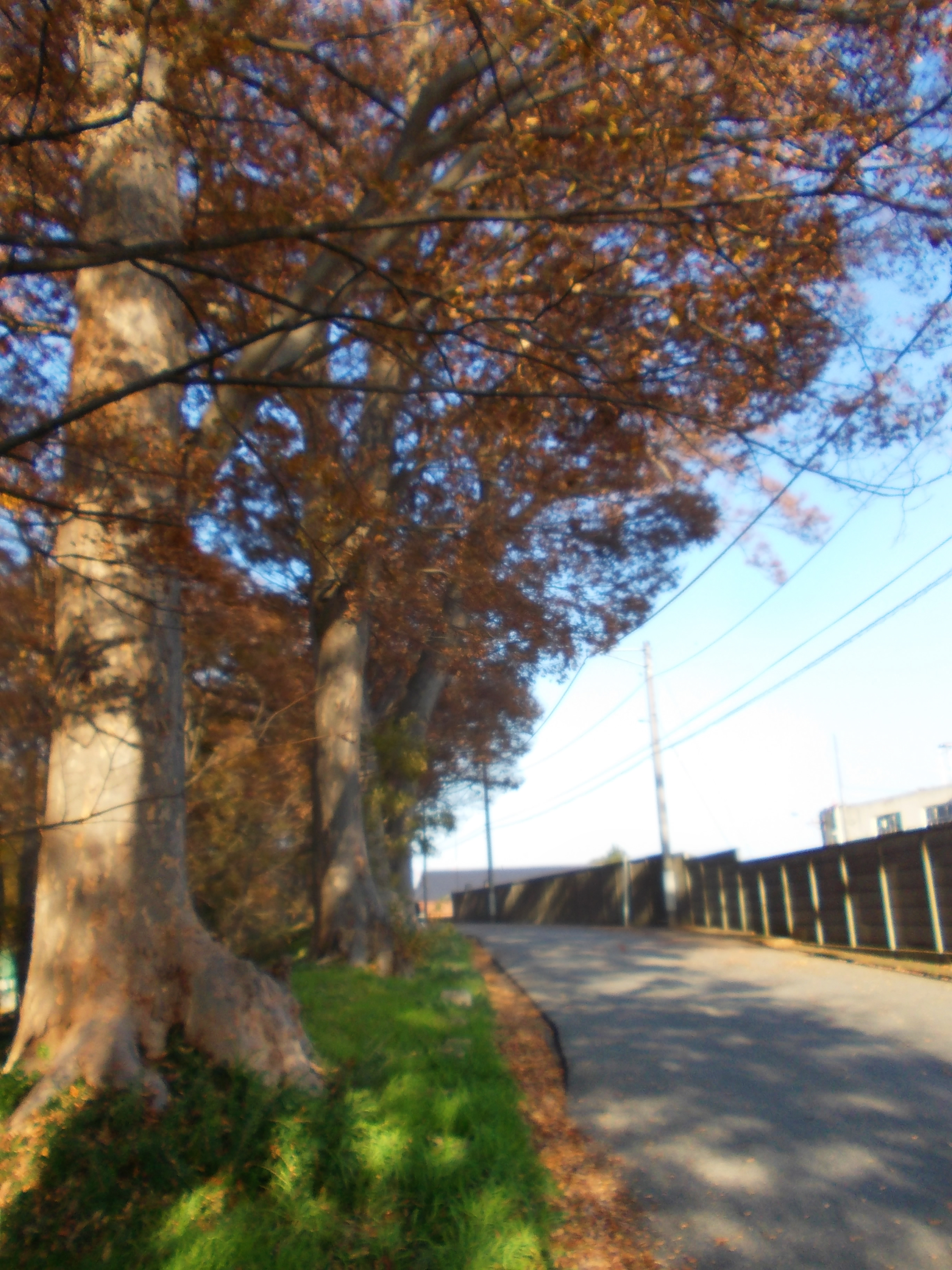
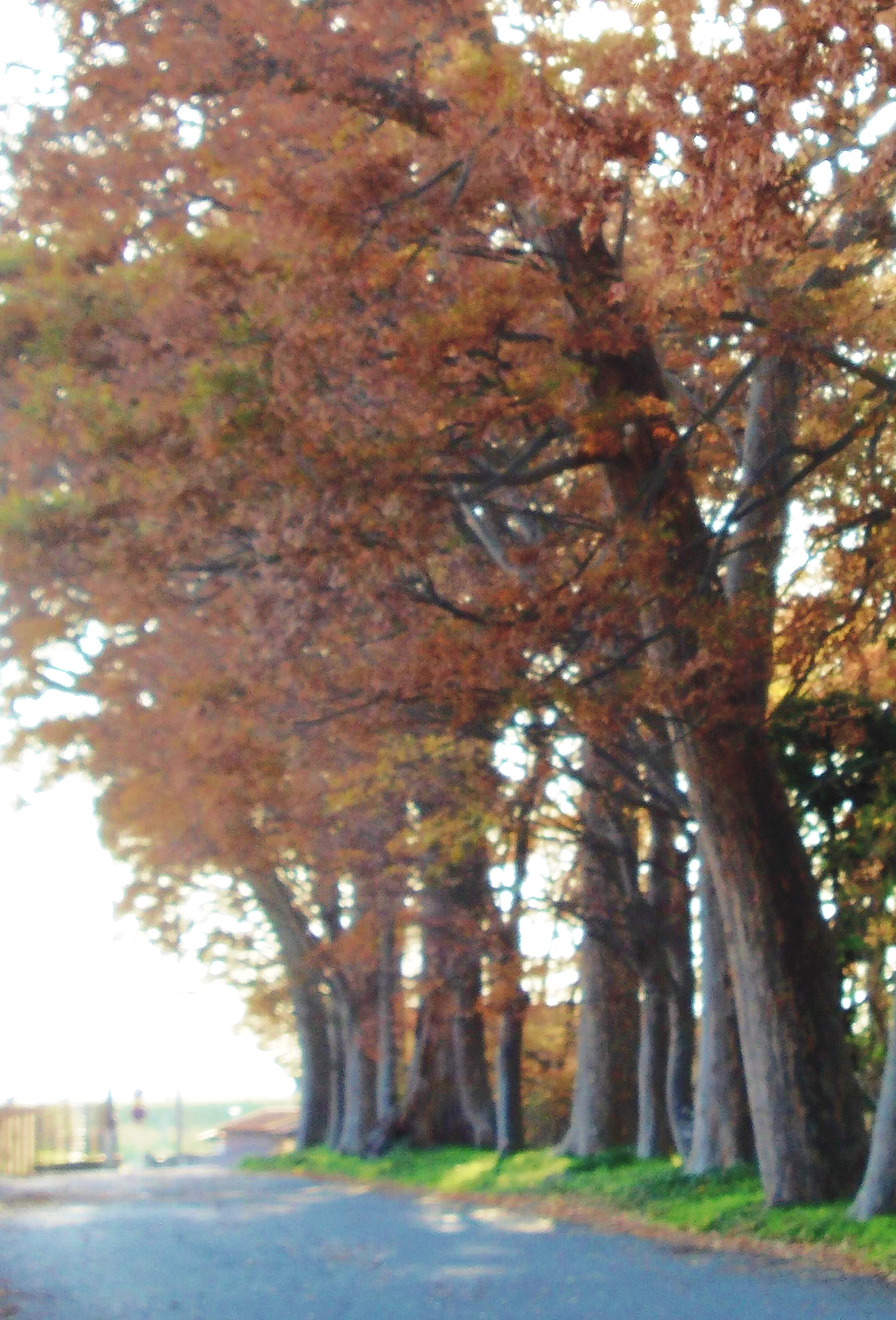

髙梨氏庭園、髙梨本家前けやき並木、

## 日本国外
海外への輸出と海外への進出が行われた。敗戦後に途絶えたが、1949年より輸出が再開し、その後に販売会社も海外に再度設立された。米国においては店頭プロモーションを行い、人気を元に工場も建設。その後、台湾や中国でも事業を展開している。